# Blade Runner (film)
Vous lisez un « article de qualité » labellisé en 2013.
Pour les articles homonymes, voir Blade Runner.
Série Blade Runner
Blade Runner 2049
(2017)
Pour plus de détails, voir Fiche technique et Distribution.
Blade Runner est un film de science-fiction américain réalisé par Ridley Scott et sorti en 1982. Son scénario s'inspire assez librement du roman Les androïdes rêvent-ils de moutons électriques ? de l'auteur Philip K. Dick, à qui le film est dédié.
L'action du film se situe à Los Angeles en 2019 et met en scène Rick Deckard (interprété par Harrison Ford), un ancien policier qui reprend du service pour traquer un groupe de réplicants, des androïdes biosynthétiques, menés par l'énigmatique Roy Batty (interprété par Rutger Hauer).
Le développement du projet ainsi que le tournage du film sont difficiles. Les producteurs, peu satisfaits de la version du réalisateur, opèrent quelques changements, modifiant notamment la fin du film. À sa sortie, le film est un échec commercial aux États-Unis et est accueilli durement par la critique. Il remporte néanmoins trois BAFTA Awards ainsi que le prix Hugo et rencontre le succès dans le reste du monde.
La notoriété du film s'améliore avec les années, notamment lorsqu'une version director's cut, approuvée par Ridley Scott, sort en 1992. Cette version instaure plus clairement le doute quant à la nature réelle de Rick Deckard et renforce donc la thématique principale du film, qui est un questionnement sur l'humanité.
Le style visuel du film et son ambiance néo-noire en font désormais une référence de la science-fiction et plus particulièrement du mouvement cyberpunk. En 1993, le film est sélectionné par la National Film Registry de la Bibliothèque du Congrès pour être conservé en raison de son importance et, en 2007, il est classé par l’American Film Institute à la 97e place de son classement des cent plus grands films américains de tous les temps. Il acquiert depuis lors un véritable statut de film culte et est considéré comme un film majeur de l'histoire du cinéma, car précurseur de différents styles. Par la suite, nombre de films, séries télévisées et jeux vidéo s'en sont inspirés.
Une version restaurée, baptisée « final cut », sort en 2007. Le film fait l'objet d'une suite, Blade Runner 2049, réalisée par Denis Villeneuve, sortie en 2017.

## Synopsis

### Présentation de l'univers
En novembre 2019, dans un Los Angeles pluvieux et crépusculaire, perpétuellement couvert de smog. La planète a vu disparaitre la quasi-totalité de la faune, à la suite de la surexploitation, de la pollution, des guerres (nucléaires) et du dérèglement climatique d'origine anthropique. La population est encouragée à émigrer vers les colonies situées sur d'autres planètes. Pour les besoins des humains, ont été créés des animaux artificiels, ainsi que des androïdes, non pas des robots mécaniques mais des êtres vivants dont les organes, fabriqués indépendamment, et par manipulation génétique, sont assemblés pour leur donner apparence humaine. Ils sont appelés « réplicants » (parfois orthographié « répliquants »). Ceux-ci sont considérés comme des esclaves modernes, et utilisés pour les travaux pénibles ou dangereux, dans les forces armées ou comme objets de plaisir.
Les réplicants sont fabriqués par la seule Tyrell Corporation, dirigée par Eldon Tyrell, et dont le siège est installé dans le colossal building pyramidal qui domine la ville. Après une révolte sanglante et inexpliquée de réplicants dans une colonie martienne, ceux-ci sont interdits sur Terre. Des unités de police spéciales, les blade runners, interviennent pour appliquer la loi contre les contrevenants androïdes, qui consiste à tuer tout réplicant en situation irrégulière ; cette opération est appelée « retrait ». Les androïdes les plus modernes étant difficiles à distinguer des humains, les blade runners doivent enquêter longuement, soumettre un questionnaire établissant l'absence d'empathie des robots (ils n'en éprouvent pas), afin d'avoir la certitude qu'il s'agit bien d'un androïde à détruire.

### Déroulement du synopsis
Le résumé correspond à la version initialement sortie au cinéma. Il ne correspond pas au film « final cut » du réalisateur (pour cela, voir Versions de Blade Runner).
Six réplicants du modèle Nexus-6, génération extrêmement perfectionnée mais dont la durée de vie est limitée à quatre ans, détournent un vaisseau spatial. Ils massacrent l'équipage et les passagers, avant de regagner la Terre. Ils essayent de s'infiltrer dans la Tyrell Corporation ; deux d'entre eux meurent lors de la tentative et les autres s'échappent. Plus tard, Dave Holden, un blade runner, fait passer le test de Voight-Kampff à Leon Kowalski, un nouvel employé de la Tyrell Corporation. Mal à l'aise, Leon, qui est en fait l'un des réplicants impliqués dans l'évasion, lui tire dessus.
Gaff, un policier amateur d'origami, contacte alors Rick Deckard, un ancien blade runner qui a quitté le service. Il le conduit à Bryant, l'ancien supérieur de Deckard. Bryant informe Deckard de la situation et lui montre la vidéo où Leon tire sur Holden. Le chef des blade runners force Deckard à accepter une mission : retrouver et éliminer Leon, Zhora, Pris et Roy Batty (le chef du groupe), les quatre réplicants disparus.
Deckard se rend à la Tyrell Corporation pour y rencontrer Eldon Tyrell, le créateur des réplicants, afin d'obtenir des informations sur les Nexus-6. Tyrell lui demande de faire passer le questionnaire de Voight-Kampff à Rachel, son assistante. À l'issue d'une longue série de questions, Deckard détermine que Rachel est un réplicant. Tyrell explique ensuite qu'elle ne le sait pas car on lui a implanté de faux souvenirs, ceux de sa nièce, qui lui fournissent une « mémoire émotionnelle ». Pendant ce temps, Leon et Roy vont à la rencontre de Hannibal Chew, le scientifique qui conçoit les yeux des androïdes. Ils cherchent quelqu'un qui serait capable d'allonger leur durée de vie et Chew leur indique le nom de J. F. Sebastian, un généticien très proche de Tyrell.
Rachel rend visite à Deckard afin qu'il lui confirme, ou non, ses soupçons sur son véritable statut. Il lui dit la vérité. De son côté, Pris gagne la confiance de Sebastian en se faisant passer pour une sans-abri. Il la recueille dans un immeuble entièrement vide dans lequel il vit en compagnie de ses créations robotiques.
Plus tard Deckard fouille l'appartement de Leon où il trouve une photo de Zhora et une écaille de serpent artificiel. Ces indices le conduisent au club de striptease de Taffey Lewis où travaille Zhora. Elle découvre aisément les intentions du policier, ce qui entraîne une course-poursuite dans les rues de Los Angeles, au terme de laquelle Deckard « retire » Zhora. Bryant le félicite ; il l'informe qu'il doit désormais « retirer » Rachel, qui a disparu de la Tyrell Corporation. Cette nouvelle attriste Deckard, qui a des sentiments pour elle. Remarquant Rachel dans la foule, il est attaqué et désarmé par Leon. Le réplicant est sur le point de tuer Deckard lorsque Rachel lui tire une balle dans la tête avec l'arme de Deckard. Ce dernier accompagne Rachel chez lui et lui promet qu'il ne la pourchassera pas. C'est à ce moment que Rachel conseille à Deckard de faire le test sur lui-même (un nouvel indice quant à la possible nature de Deckard, qui vient s'ajouter aux nombreuses allusions qui laissent à croire qu'il pourrait être un réplicant).
Au même moment, Roy rejoint Pris chez Sebastian et sympathise avec lui : ce dernier a une espérance de vie limitée car il souffre d'un vieillissement accéléré (dit « syndrome de Mathusalem »), ce qui lui fait un point commun avec le réplicant. Ainsi liés d'amitié, tous deux s'introduisent dans la Tyrell Corporation et utilisent une partie d'échecs opposant Sebastian à Tyrell comme prétexte pour cette intrusion. Le chef des réplicants conseille un mouvement à son prétendu ami, ce qui a pour effet de lui faire remporter la partie. Roy demande ensuite à son créateur de rectifier le caractère génétique qui limite sa durée de vie. Tyrell lui explique que c'est impossible, et cherche ensuite à flatter l'ego de Roy en vantant ses accomplissements. Le réplicant l'assassine et tue ensuite Sebastian.
Deckard, informé des évènements, se rend chez Sebastian où il est attaqué par Pris, qu'il parvient à tuer. Roy arrive peu après. Le réplicant, sentant sa fin approcher et rendu furieux par la mort de sa petite amie, donne la chasse à Deckard. Il lui laisse cependant une chance de lui échapper après lui avoir tout de même cassé plusieurs doigts. Deckard s'enfuit par le toit, rate un saut et s'accroche au rebord du toit. Au moment où il lâche prise, Roy le sauve. Le réplicant meurt après avoir livré à Deckard ses dernières pensées. Gaff survient ensuite et rappelle à Deckard que Rachel doit mourir. Deckard retourne à son appartement où il trouve Rachel endormie. Ils quittent les lieux et Deckard trouve alors un origami représentant une licorne (une licorne étant apparue lors d'un rêve de Deckard cela signifierait que Gaff connaissait ce rêve et donc que Deckard pourrait être un réplicant), signe que Gaff est déjà passé, laissant Rachel en vie.
Dans la version director's cut du film, la dernière image est celle des portes de l'ascenseur se refermant derrière Deckard et Rachel, alors que la première version les montre ensuite tous les deux en voiture dans la campagne, sous un ciel bleu.

## Personnages

### Réplicants

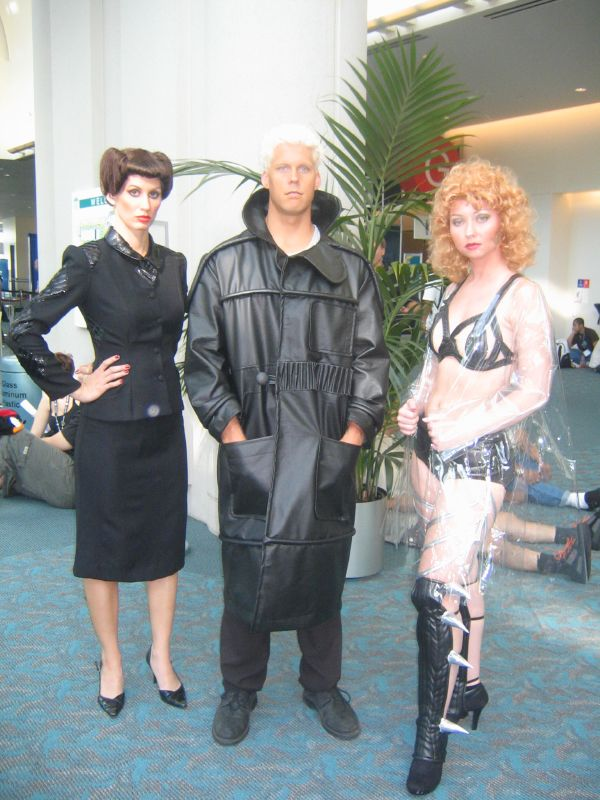
Cosplay de fans du film déguisés en réplicants à la Comic-Con 2007. De gauche à droite : Rachel, Roy Batty et Zhora.

Les réplicants sont les androïdes créés et utilisés par les humains dans différents domaines, notamment militaire, mais aussi domestique. Plus ils sont évolués, plus leur durée de vie est courte, pour éviter leur humanisation. Dans le roman de Philip K. Dick, le terme utilisé est « androïde ». Cependant, le réalisateur Ridley Scott souhaite une nouvelle appellation pour éviter tout préjugé. Le scénariste David Webb Peoples consulte sa fille, qui étudie la microbiologie et la biochimie, et celle-ci lui suggère le terme « répliquer » correspondant au processus de reproduction des cellules clonées. Il en tire l'appellation « réplicant » et l’insère dans le scénario de Hampton Fancher.
Tels des machines, ils sont « immatriculés ». Ainsi, Leon reçoit l'identifiant « N6MAC41717 », Roy Batty « N6MAA10816 », Pris « N6FAB21416 » et Zhora « N6FAB61216 ». N6 désigne la génération du réplicant (Nexus-6), les trois lettres suivantes (MAC, par exemple) indiquent respectivement le genre, le niveau physique et le niveau mental (le niveau B est la moyenne humaine et le niveau A est le meilleur). Les derniers chiffres représentent la « date de naissance » de l'androïde, soit le 12 juin 2016 pour Zhora (61216). Le niveau physique A, celui de Roy Batty, permet au réplicant de supporter pendant une courte durée des températures allant de −200 à 600 °C.
À l'instar des humains, les réplicants doivent se nourrir. Il est également possible qu'ils supportent et apprécient l'alcool. Or différentes scènes prouvent plus ou moins explicitement que Deckard boit, ce qui accrédite l'idée qu'il est peut-être un androïde, entretenant l'ambiguïté constante du film. Cette tendance peut expliquer son besoin de gérer ses sentiments par la griserie.
Les réplicants ne peuvent pas se reproduire. En revanche, ils peuvent développer de l'affection envers un ou plusieurs de leurs congénères.
- Rachel (Sean Young) : assistante d'Eldon Tyrell, elle ignore, au début du film, qu'elle est un réplicant car, en tant que modèle expérimental Nexus 7 développé par Tyrell, elle est dotée d'une mémoire affective fictive.
- Roy Batty (Rutger Hauer) : il est spécialisé dans la colonisation et le domaine militaire. Il organise, avec ses congénères, la recherche de leurs origines. C'est un des réplicants les plus évolués, avec un niveau physique et mental excellent.
- Pris (Daryl Hannah) : c'est la petite amie de Roy. Elle est spécialisée dans le domaine militaire et dans le plaisir. Ce type de réplicant est considéré comme un « humain de compagnie ».
- Leon Kowalski (Brion James) : c'est le bras droit de Roy Batty. Celui-ci l'emploie souvent pour les affrontements directs. Apparemment peu intelligent, il est spécialisé dans le combat.
- Zhora (Joanna Cassidy) : réplicant spécialisé dans l'assassinat et les opérations secrètes.

### Blade runners
Les blade runners sont les policiers chargés de tuer (« retirer ») les réplicants qui ont contrevenu aux lois.
- Rick Deckard (Harrison Ford) : personnage principal du film. En tant que blade runner, il est chargé de traquer les réplicants déclarés illégaux.
- Gaff (Edward James Olmos) : policier amateur d'origami et s'exprimant dans un argot urbain, il assiste Deckard dans sa traque.
- Dave Holden (Morgan Paull) : il surveille les nouveaux employés de la Tyrell Corporation car les réplicants sont susceptibles de l'infiltrer. Il est gravement blessé par le réplicant Leon au début du film.

### Humains
- J. F. Sebastian (William Sanderson) : c'est à lui que Roy et Pris demandent de reprogrammer les réplicants afin d'allonger leur durée de vie. Il a lui-même une espérance de vie limitée à cause d'une maladie, le « syndrome de Mathusalem ».
- Eldon Tyrell (Joe Turkel) : il est le fondateur et le propriétaire de la Tyrell Corporation ; il a conçu le cerveau des réplicants.
- Bryant (M. Emmet Walsh) : c'est un policier, chef du département de détection des réplicants à Los Angeles. C'est lui qui décide de leur « retrait » et qui envoie des blade runners pour l'effectuer.
- Hannibal Chew (James Hong) : il crée les yeux artificiels des réplicants pour la Tyrell Corporation. Il reçoit la visite de Roy et Leon car ils savent que l'œil est un organe où le test Voight-Kampff peut détecter les réactions typiques du réplicant. Ils pensent que c'est là le secret de leur conception et que Chew pourrait donc allonger leur durée de vie.

### Différences entre «réplicants» et humains
Pour repérer les réplicants, le blade runner se concentre sur les trois principales différences avec les humains :
- les réplicants ne sont pas sensibles à la vie animale et ne ressentent rien lorsqu'un animal est mis à mort alors que les humains y sont très attachés, d'autant plus que les vrais animaux sont très rares, remplacés par des animaux artificiels ;
- ils n'ont généralement aucune forme d'empathie entre eux et envers les autres[7]. C'est même la caractéristique principale détectée par le test de Voight-Kampff. Ainsi, ils ne font rien pour aider l'un des leurs et sont souvent résignés lorsqu'un blade runner les découvre. Cette absence d'empathie est néanmoins parfois remise en question, comme peut en témoigner la tristesse de Roy lorsqu'il découvre Pris gisant sur le sol ;
- ils ont une moelle osseuse différente de celle des humains car leur génome a été créé artificiellement, ce qui permet une vérification post-mortem.

Le blade runner peut découvrir un réplicant en effectuant un test d'empathie Voight-Kampff, qui consiste à déceler les réactions physiologiques involontaires du sujet lors d'une mise en situation (concernant l’attachement maternel, un stress affectif ou moral…) via une série de questions. Une machine peut également être utilisée pour déceler plus facilement les réactions physiologiques du patient. Les réactions possibles, moins remarquables chez les réplicants de dernière génération, sont par exemple un changement du rythme de la respiration ou du cœur ou un mouvement infime dans l'œil.

## Fiche technique
Sauf indication contraire, les informations mentionnées dans cette section peuvent être confirmées par la base de données cinématographiques IMDb,  présente dans la section « Liens externes ».

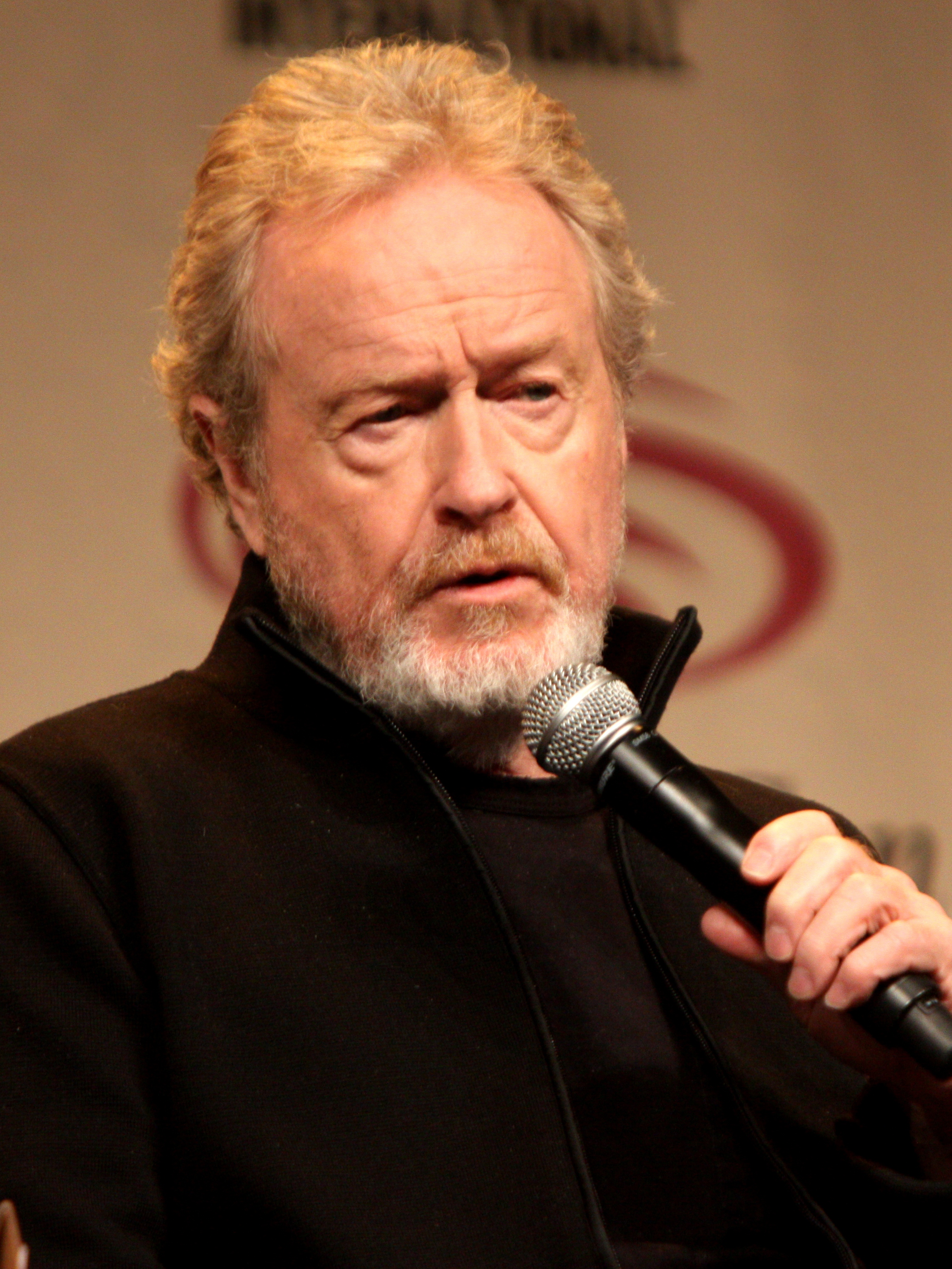
Ridley Scott au WonderCon d'Anaheim, le 17 mars 2012.

- Titres original, français : Blade Runner
- Réalisation : Ridley Scott
- Scénario : David Webb Peoples et Hampton Fancher, d'après le roman de Philip K. Dick
- Musique : Vangelis
- Direction artistique : David L. Snyder
- Décors : Lawrence G. Paull
- Costumes : Michael Kaplan et Charles Knode
- Photographie : Jordan Cronenweth et Steven Poster (prises de vues additionnelles)
- Montage : Marsha Nakashima et Terry Rawlings
- Production : Michael Deeley et Charles de Lauzirika (version final cut)
  - Production déléguée : Hampton Fancher et Brian Kelly
  - Production associée : Ivor Powell et Paul Prischman (version final cut)
- Sociétés de production : The Ladd Company, Warner Bros., Blade Runner Partnership et Shaw Brothers (en association)
- Sociétés de distribution : Warner Bros.
- Budget : 28 000 000 $ (USD) (estimation)[9]
- Pays de production :  États-Unis[10],[11],[12], Hong Kong, Royaume-Uni
- Langue originale : anglais
- Format : couleur (Technicolor) - Panavision - 35 mm - 2.39:1 et 2.20:1 en format 70 mm) - son Dolby SR (et six pistes pour les copies gonflées au format 70 mm)| IMAX 12.0 Surround| Dolby Atmos
- Genre : science-fiction, néo-noir[13], action, thriller
- Durée : 111  à   117 minutes (selon la version)
- Dates de sortie[14] :
  - États-Unis : 25 juin 1982
  - France : 15 septembre 1982 ; 5 décembre 2007 (version final cut) ; 18 septembre 2019 (Festival européen du film fantastique de Strasbourg)
  - Belgique : 30 septembre 1982 (Gand)
  - Canada : septembre 1992 (Cinefest Sudbury International Film Festival) ; 9 novembre 2007 (Toronto) (version final cut)
- Classification :
  - États-Unis : R (Restricted)[n 4]
  - France : -12[n 5]
  - Québec : 13+[n 6]
- Affiche : Jouineau Bourduge (France)

## Distribution
Les voix québécoises sont uniquement aux crédits de la version Director's Cut de 1992.
- Harrison Ford (VF : Richard Darbois ; VQ : Ronald France) : Rick Deckard
- Rutger Hauer (VF : Hervé Bellon ; VQ : Jean-Luc Montminy) : Roy Batty
- Sean Young (VF : Séverine Morisot ; VQ : Anne Bédard) : Rachel
- Edward James Olmos (VF : Marc François[15] ; VQ : Benoît Rousseau) : Gaff
- M. Emmet Walsh (VF : Claude Joseph[n 7] ; VQ : Yves Massicotte) : Bryant
- Daryl Hannah (VF : Élisabeth Wiener ; VQ : Catherine Sénart) : Pris
- William Sanderson (VF : Jean-Pierre Leroux ; VQ : Alain Zouvi) : J. F. Sebastian
- Joe Turkel (VF : Jacques Thébault ; VQ : Léo Ilial) : Dr Eldon Tyrell
- Brion James (VF : Marc de Georgi) : Leon Kowalski
- Joanna Cassidy (VF : Yolande Folliot ; VQ : Claudie Verdant) : Zhora
- Morgan Paull (VF : Jean Roche) : Holden
- Hy Pyke (VF : Georges Atlas) : Taffey Lewis
- James Hong : Hannibal Chew
- Kimiko Hiroshige : la Cambodgienne
- Kevin Thompson : Bear, un robot de J. F. Sebastian
- John Edward Allen : Kaiser, un robot de J. F. Sebastian
- Tony Cox : un vandale dans la rue (non crédité)

Sources doublage : AlloDoublage (VF) et doublage.qc.ca (VQ, version de 1992)

Interprètes principaux
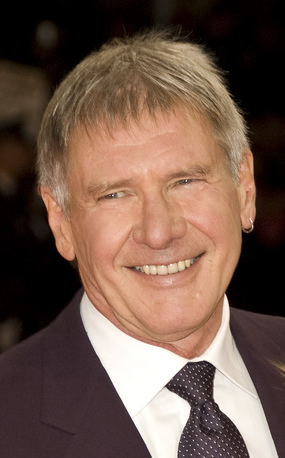
Harrison Ford en 2009.
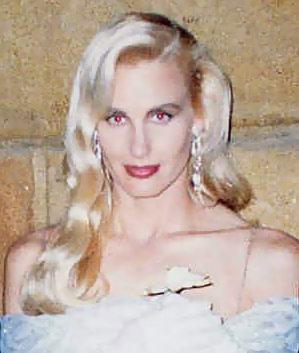
Daryl Hannah en 1988.
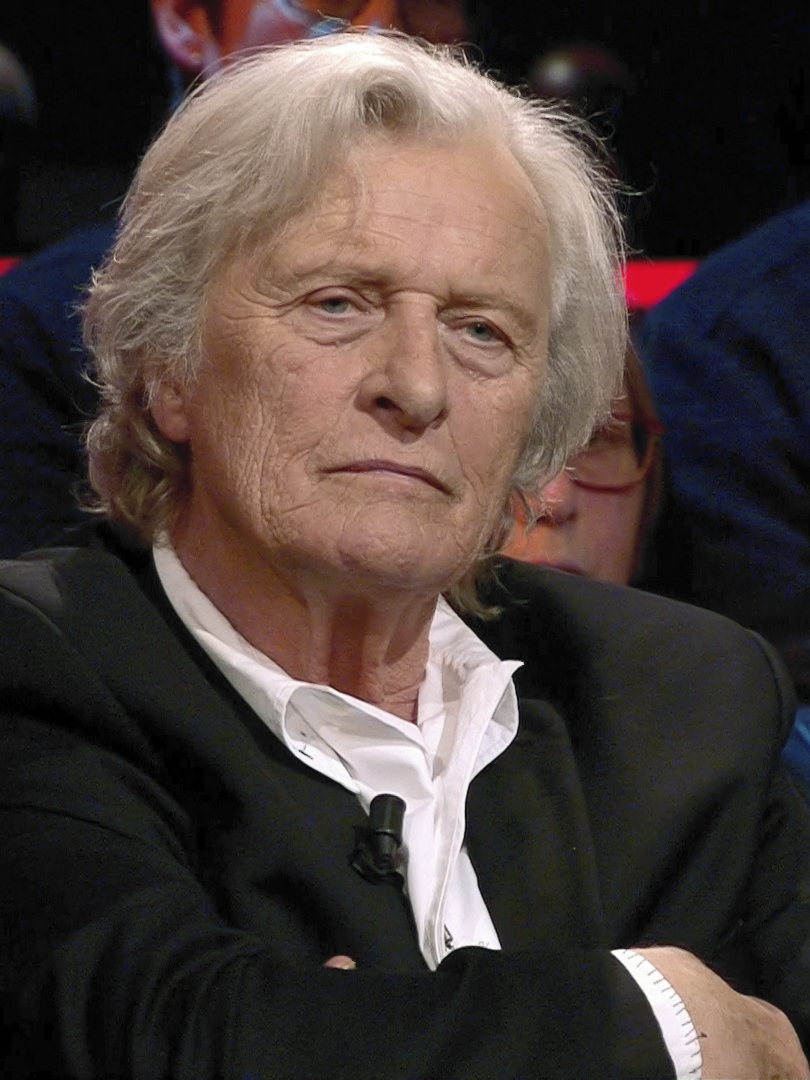
Rutger Hauer en 2018.
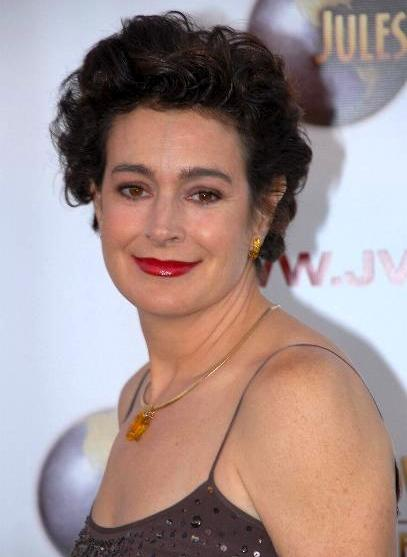
Sean Young en 2007.
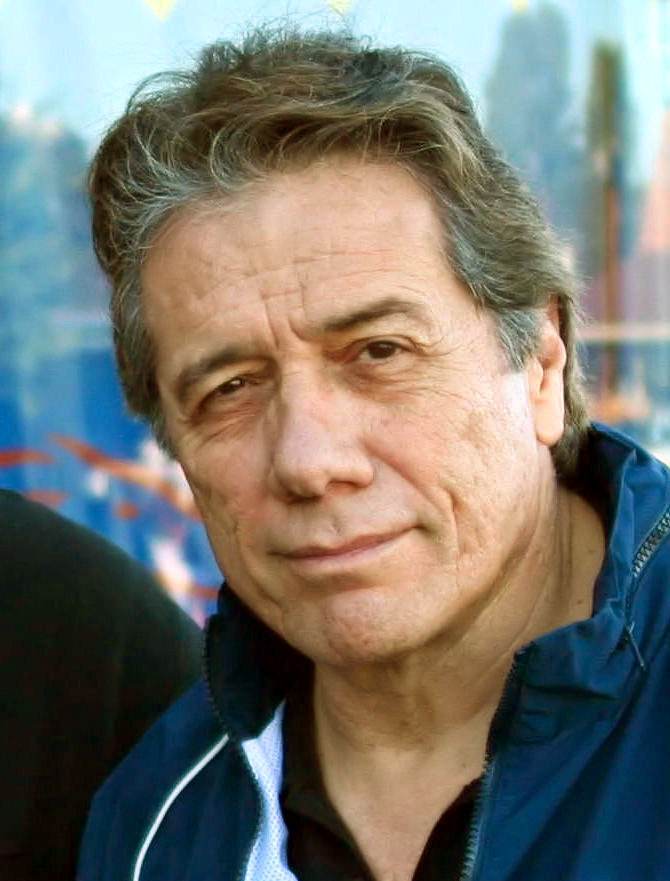
Edward James Olmos en 2006.
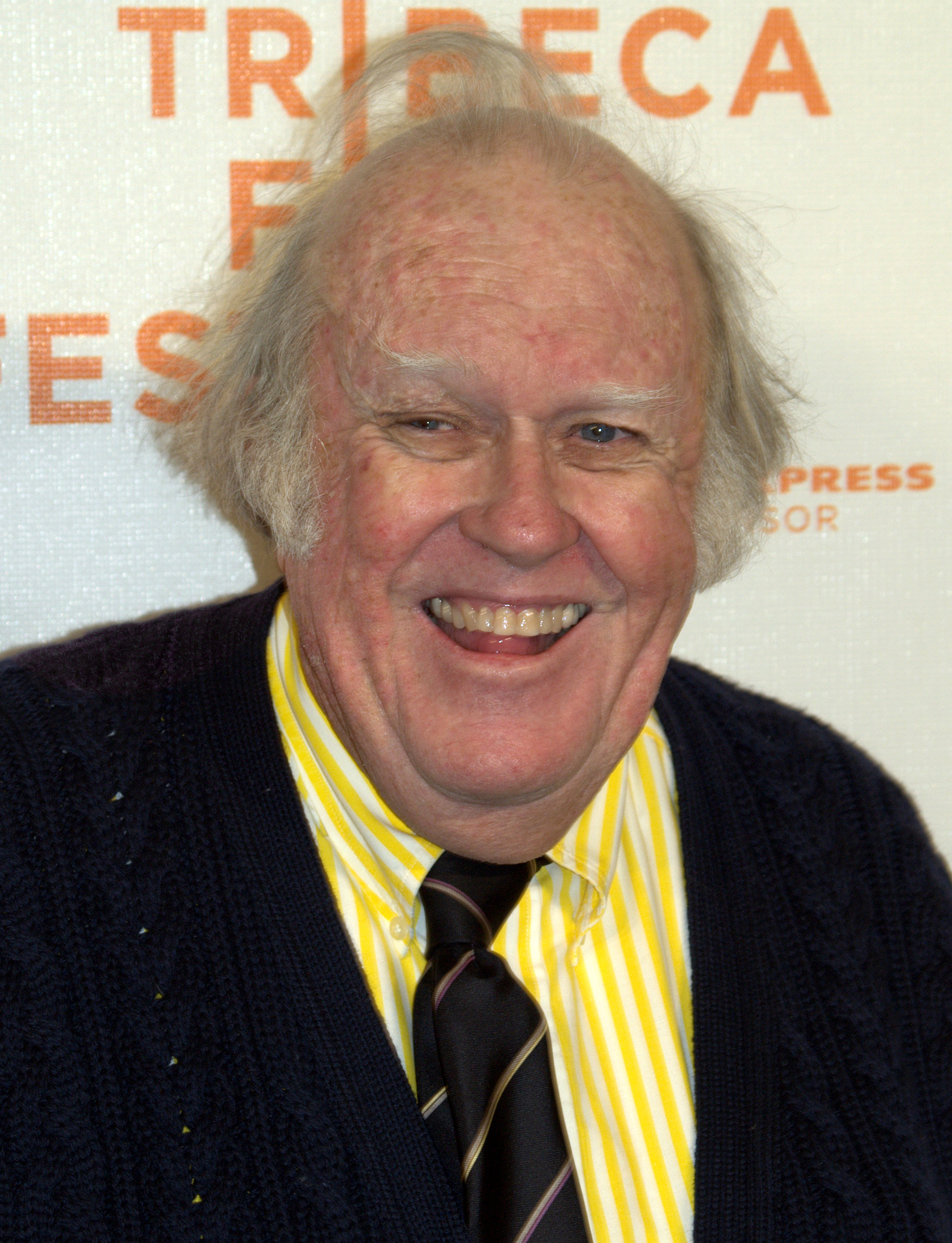
M. Emmet Walsh en 2009.
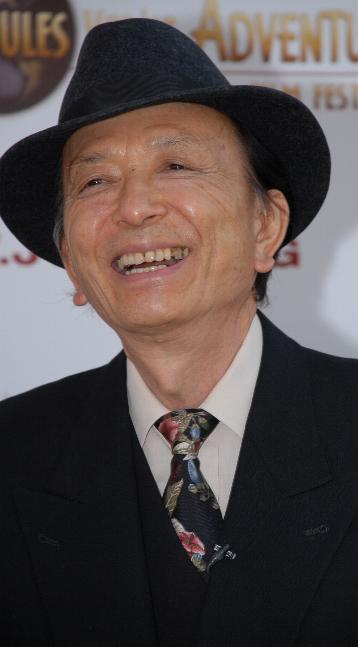
James Hong en 2007.
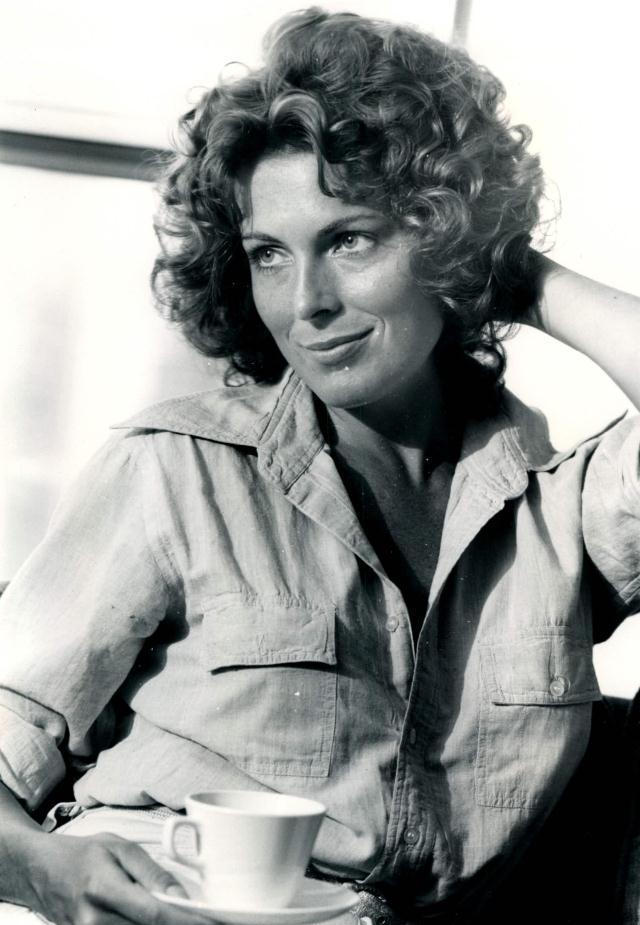
Joanna Cassidy en 1974.

## Production

### Développement
L'industrie du cinéma s'intéresse à la possibilité d'adapter le roman de Philip K. Dick Les androïdes rêvent-ils de moutons électriques ? (Do Androids Dream of Electric Sheep?) peu après sa publication en 1968. Martin Scorsese est intéressé pendant un temps par le projet, mais il ne le financera jamais. Le producteur Herb Jaffe met une option sur les droits d'adaptation au début des années 1970 mais le scénario écrit par son fils Robert déplaît fortement à l'écrivain. Celui-ci raconte que Robert Jaffe est venu le voir pour discuter du projet et que, dès sa descente de l'avion, la première chose que Dick lui a dite est « Est-ce que je te passe à tabac ici à l'aéroport, ou est-ce que je devrais attendre qu'on soit rentré à mon appartement ? ».

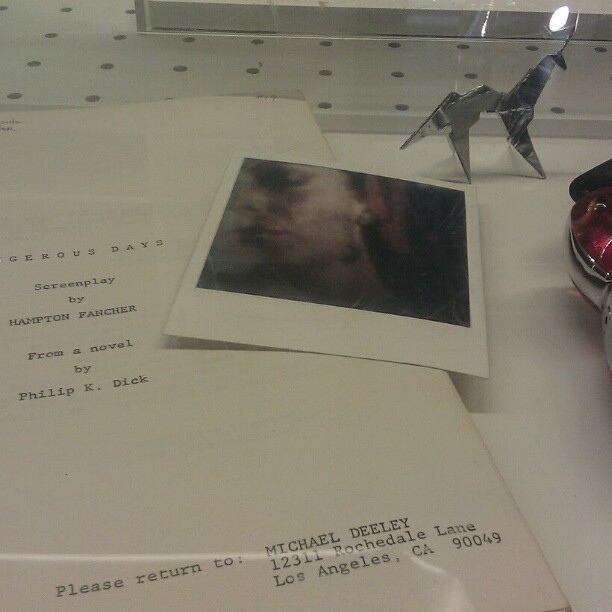
Un exemplaire de l'ancien scénario écrit par Hampton Fancher, alors intitulé Dangerous Days.

C'est l'acteur Hampton Fancher qui acquiert les droits d'adaptation du roman de Philip K. Dick en 1977. Il écrit une première version du scénario, prévue pour un film à petit budget, où l'essentiel des scènes se passe en intérieur. Fancher pense d'abord réaliser le film, mais demande l'avis du producteur Michael Deeley. Ce dernier redirige Fancher vers Ridley Scott. Scott commence par refuser car il est pris par la préproduction de Dune mais, exaspéré par la lenteur avec laquelle avance ce projet, et voulant travailler sur une production plus dynamique afin de se changer les idées à la suite de la mort de son frère aîné, Frank, en 1980, il quitte Dune, laissant sa réalisation à David Lynch. Scott accepte de rejoindre le projet, baptisé alors Dangerous Days, le 21 février 1980, à la condition de pouvoir opérer des changements sur le script de Fancher, qui se focalise surtout sur les questions écologiques. David Webb Peoples est engagé pour réécrire le scénario du film, rebaptisé entre-temps Blade Runner, nom que Scott aime beaucoup et qui provient d'un roman d'Alan E. Nourse (The Bladerunner, 1974, dont le sujet est totalement différent). Peoples persuade Scott de garder l'essentiel de l'œuvre de Dick et reprend le script de Fancher qui a du mal à accepter les modifications et quitte le projet le 21 décembre 1980. Fancher revient néanmoins pour contribuer à quelques réécritures supplémentaires.
La compagnie de production Filmways, qui a promis d'investir 15 000 000 $ dans le film et qui a déjà dépensé 2 500 000 $ dans la préproduction, se retire brusquement du projet en raison de difficultés financières alors que la date de début du tournage approche. Michael Deeley réussit alors à trouver en dix jours un budget de 21 500 000 $ en concluant un accord avec The Ladd Company, le producteur hongkongais Run Run Shaw, dirigeant de Shaw Brothers, et Tandem Productions, dirigée par Bud Yorkin et Jerry Perenchio,. Yorkin et Perenchio assurent la caution en cas de dépassement du budget et le contrat qu'ils signent pour financer le film leur accorde, le cas échéant, des droits importants sur la production.

### Choix des interprètes

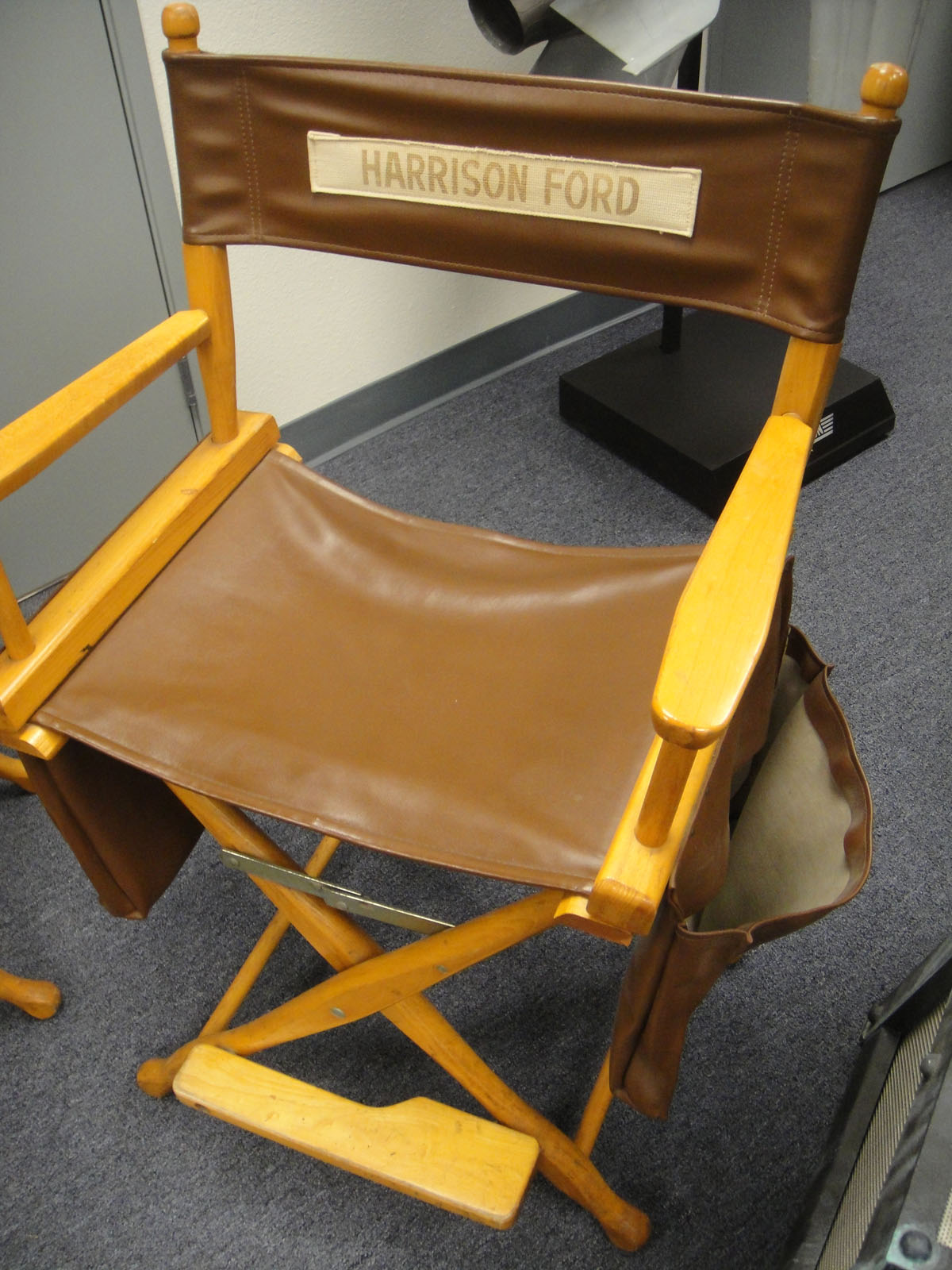
La chaise d'Harrison Ford durant le tournage.

Pour le rôle de Rick Deckard, Hampton Fancher écrit les dialogues de la première version du scénario en ayant Robert Mitchum à l'esprit. Par la suite, Ridley Scott et les producteurs du film passent plusieurs mois à discuter du rôle avec Dustin Hoffman mais l'acteur finit par décliner la proposition car sa vision du personnage ne s'accorde pas avec celle du réalisateur. De nombreux autres acteurs sont envisagés pour le rôle, notamment Arnold Schwarzenegger, Peter Falk, Al Pacino, Nick Nolte et Burt Reynolds. C'est finalement Harrison Ford qui est choisi pour plusieurs raisons : son interprétation dans les deux premiers Star Wars, son intérêt pour le scénario et les chaudes recommandations de Steven Spielberg, avec qui il vient de tourner Les Aventuriers de l'arche perdue. Ford, qui cherche un rôle avec plus de profondeur dramatique, est finalement engagé grâce à l'insistance de Spielberg.
Plusieurs actrices peu connues auditionnent pour les rôles de Rachel et de Pris. Après une longue série d'auditions où Morgan Paull donne la réplique aux actrices dans le rôle de Deckard, c'est Sean Young qui est choisie pour le rôle de Rachel. Morgan Paull, qui avait plutôt recommandé l'actrice Nina Axelrod, est engagé pour tenir le rôle de Holden à la suite de ses prestations jugées convaincantes durant ces auditions. Daryl Hannah est choisie pour interpréter le personnage de Pris, pour lequel Stacey Nelkin et Monique van de Ven avaient également été auditionnées. Stacey Nelkin se voit confier le rôle d'un autre réplicant mais le personnage est finalement supprimé avant le tournage. Grace Jones se voit proposer le rôle de Zhora mais le décline avant même de lire le scénario, un choix qu'elle regrette très vite mais le rôle est entretemps offert à Joanna Cassidy.
Rutger Hauer est engagé sans difficulté pour le rôle de Roy Batty. Scott le choisit sans même le rencontrer, sur la base de son jeu d'acteur dans trois films de Paul Verhoeven : Turkish Délices, Katie Tippel et Le Choix du destin. Philip K. Dick approuve ce choix, décrivant l'acteur comme « le parfait Roy Batty. Froid, aryen, sans défaut ». Edward James Olmos, choisi pour interpréter Gaff, se sert de ses origines ethniques diverses et fait des recherches pour créer l'argot urbain fictionnel qu'il utilise dans le film. William Sanderson, engagé pour le rôle de J. F. Sebastian pour lequel avait été aussi envisagé Joe Pantoliano, étudie les cas de personnes atteintes de vieillissement prématuré pour se préparer au rôle.

### Tournage

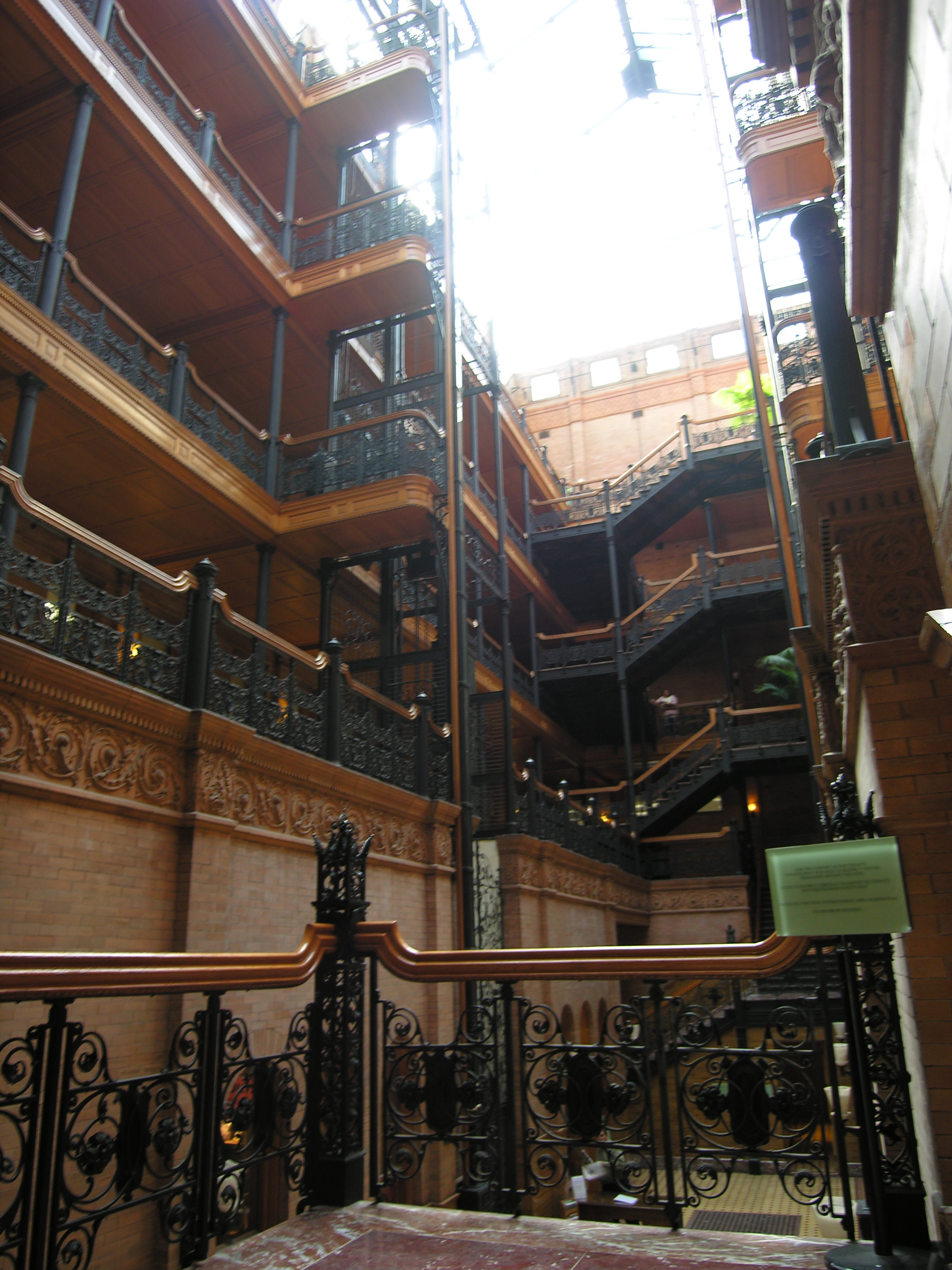
L'intérieur du Bradbury Building, le décor de l'appartement de J. F. Sebastian.

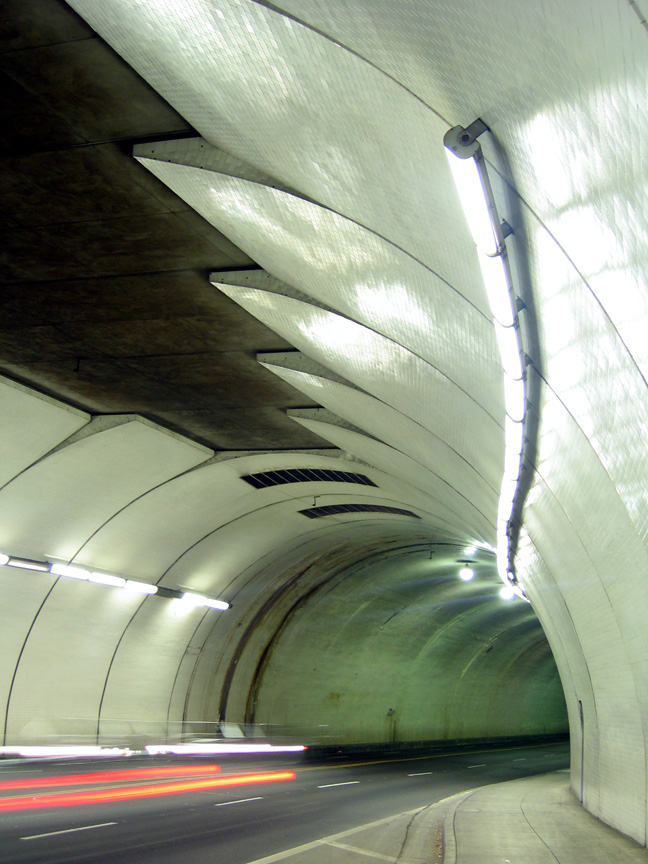
Le tunnel de la 2e rue de Los Angeles, visible dans le film.

Ridley Scott a du mal à s'acclimater aux studios d'Hollywood (c'est le premier film qu'il y réalise) à cause de la hiérarchie et de l'organisation qui lui sont inhabituelles :

« Je crois que la mise en scène, telle que je l'ai pratiquée jusqu'à présent, m'a donné plus de liberté que je n'en ai obtenu à Hollywood. J'ai donc dû apprendre à construire un film selon de nouvelles règles. À la base, par exemple, je suis opérateur, mais je ne pouvais pas exercer mes talents ici ; alors il a bien fallu que je me contente d'obtenir des images par l'intermédiaire de chefs opérateurs, qui étaient très bons. Ça s'est bien passé, mais c'était entièrement nouveau pour moi. »

Le tournage débute le 9 mars 1981 et se termine quatre mois plus tard. Il se déroule à Los Angeles aux studios de Burbank, où sont recréées les rues du Los Angeles futuriste et que Scott trouve « formidables », et dans des lieux comme le Bradbury Building pour l'appartement de J. F. Sebastian et l'Ennis House pour celui de Deckard. C'est l'Union Station qui est utilisée comme décor pour le quartier général de la police. Les scènes dans un tunnel routier ont été tournées dans le tunnel de la 2e rue de Los Angeles, qui est familier car apparaissant dans de nombreux films.
Durant le tournage, Scott a de nombreuses frictions avec Harrison Ford. L'acteur estime que le réalisateur ne lui donne pas assez d'indications sur la façon de jouer son personnage et il est irrité par ce qu'il croit être un manque d'attention, alors que Scott pense que Ford est suffisamment expérimenté pour ne pas avoir besoin de lui ; le réalisateur préfère conseiller les actrices Sean Young et Daryl Hannah qui interprètent toutes deux leur premier rôle important. Les conditions de tournage, souvent de nuit et sous une pluie artificielle, n'arrangent pas l'humeur d'Harrison Ford, qui conserve un mauvais souvenir du tournage. Dans une interview pour The Daily Beast, en 2021, Sean Young indique avoir refusé les avances de Ridley Scott en marge du tournage et estime que celui-ci (qui a alors commencé à fréquenter Joanna Cassidy, interprète de Zhora) le lui a fait payer en demandant que les scènes d'amour avec Harrison Ford « soient agressives », et en ne l'engageant plus par la suite.
Ridley Scott rencontre également des soucis avec son équipe, essentiellement américaine, qui n'est pas habituée à ses méthodes de travail et au fait qu'il supervise étroitement la direction artistique du film. Plusieurs membres de l'équipe démissionnent pendant le tournage. La tension atteint son comble quand Scott dit dans une interview pour un journal britannique qu'il préfère travailler avec une équipe anglaise. En signe de protestation, le personnel du film prépare des tee-shirts où il est écrit « Yes Gouv, My Ass! » (« Oui gouverneur, mon cul ! »), et les mettent pour travailler. Informé, Scott arrive le même jour sur le plateau avec un grand chapeau d'amiral britannique sur lequel est inscrit « Gouv », ainsi qu'un tee-shirt « Xenophobia Sucks » (« La xénophobie, ça craint »). Ce trait d'humour allège la tension.

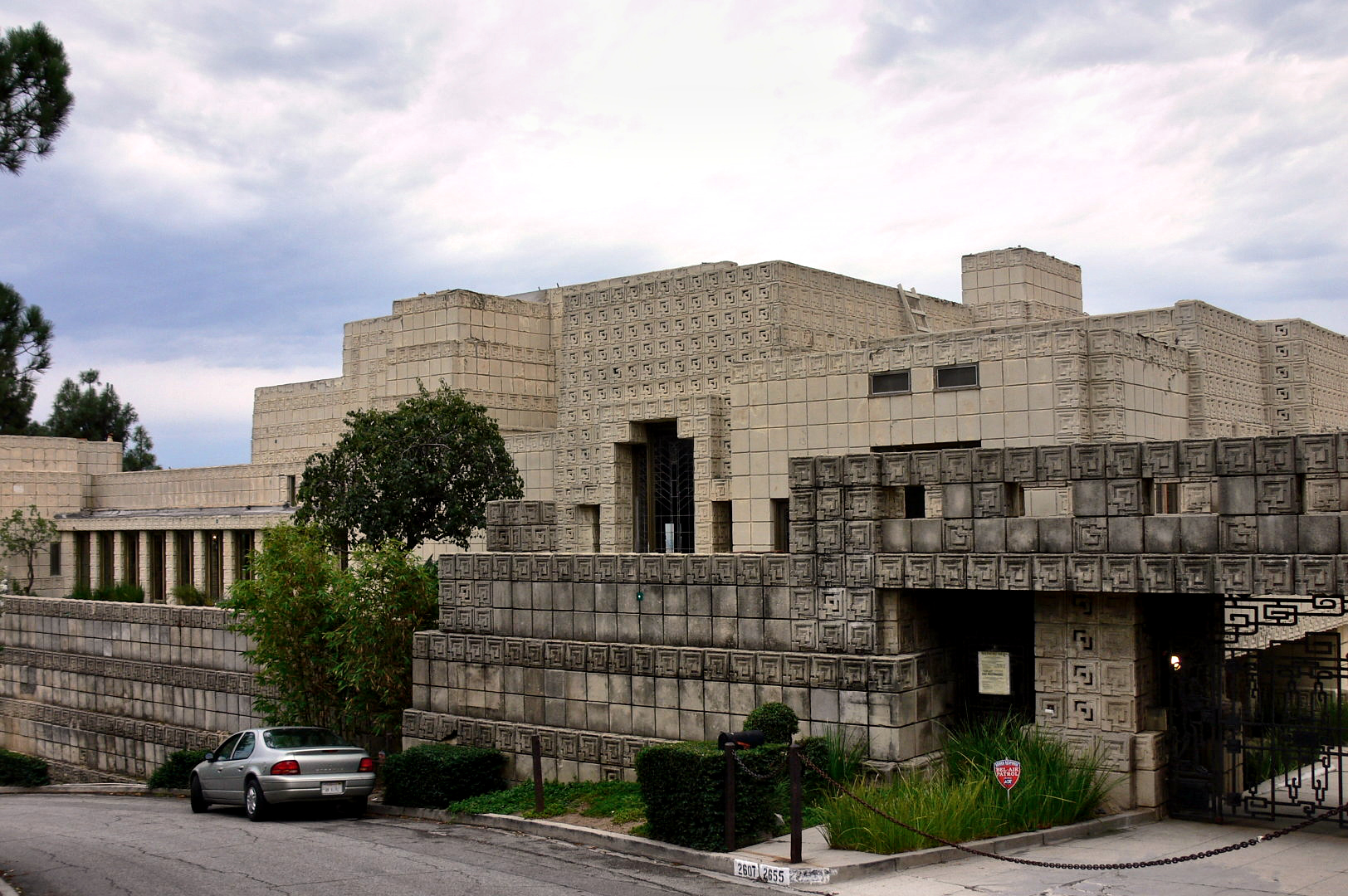
Vue extérieure d'Ennis House, utilisée pour représenter l'appartement de Deckard.

Joanna Cassidy, arrivée vers la fin du tournage, joue avec son propre serpent, un python de Birmanie alors âgé de huit ans. L'acteur Hy Pyke, qui interprète Taffey Lewis, réussit à tourner sa scène en une seule prise, chose extrêmement rare dans les films de Scott, réalisateur connu pour son sens du détail qui réalise souvent plus de dix prises pour une scène. Le perfectionnisme de Scott lui cause d'ailleurs des problèmes avec la production, qui s'inquiète du retard pris par le film. Le tournage se termine dans l'urgence car la production a fixé une date limite au-delà de laquelle elle cessera de payer. Les derniers jours de tournage s'effectuent donc sous une grande pression. Une scène initialement prévue au script n’a même pas été tournée. Elle concernait l’existence d’un étage supplémentaire et secret au sein de la tour Tyrell où Roy Batty devait se rendre pour rencontrer le véritable créateur conservé dans un caisson étanche. Cette scène suggérait que Tyrell pouvait être lui aussi un réplicant.
Le « monologue des larmes dans la pluie » de Roy Batty à la fin du film est la dernière scène à être tournée. Il est à l'origine prévu pour être plus long et les deux dernières phrases (« Tous ces moments se perdront dans l'oubli comme les larmes dans la pluie. Il est temps de mourir. ») ne figurent pas dans le scénario initial. C'est Rutger Hauer qui persuade Ridley Scott de supprimer son début car il considère que son personnage mourant n'a pas le temps de faire un long discours ; il improvise en revanche la fin du monologue, considéré comme l'un des plus réussis de l'histoire de la science-fiction,,.
Philip K. Dick est mort en mars 1982, peu avant la sortie du film. C'est pourquoi celui-ci lui est dédié.

### Montage
Le budget prévu pour le film ayant été dépassé de plus de 10 %, Bud Yorkin et Jerry Perenchio font jouer la clause du contrat qui leur permet de renvoyer le réalisateur dans ce cas et Ridley Scott ne conserve le poste que grâce à l'intervention d'Alan Ladd Jr., président de The Ladd Company. Le montage du film se fait en Angleterre pendant l'été 1981. De nombreuses scènes doivent être coupées pour que la durée du film n'excède pas deux heures, comme exigé par la production. Lors de la première projection privée, les producteurs ne comprennent pas de nombreux éléments du film et, après les projections tests où les réactions des spectateurs sont majoritairement négatives, ils insistent pour rajouter une voix off explicative et modifier la fin dans le but de la rendre plus heureuse. Des rushes de Shining, offerts à Ridley Scott par Stanley Kubrick, sont donc utilisés pour la vue aérienne des montagnes et de la voiture de Deckard et Rachel, ajoutée à la fin du film,.
C'est le scénariste Roland Kibbee qui est chargé d'écrire la narration de la voix off. Harrison Ford doit enregistrer la voix off présente dans le film alors qu'il préfère de loin la version sans voix off. Il décrit cette expérience comme un « cauchemar », étant obligé contractuellement d'enregistrer en studio des commentaires qu'il considère comme mauvais et qui correspondent aux souhaits de la production et non du réalisateur. Il n'apprécie pas non plus le happy end où Deckard s'enfuit en voiture avec Rachel, trouvant que la scène contraste trop avec l'atmosphère générale du film.

### Design

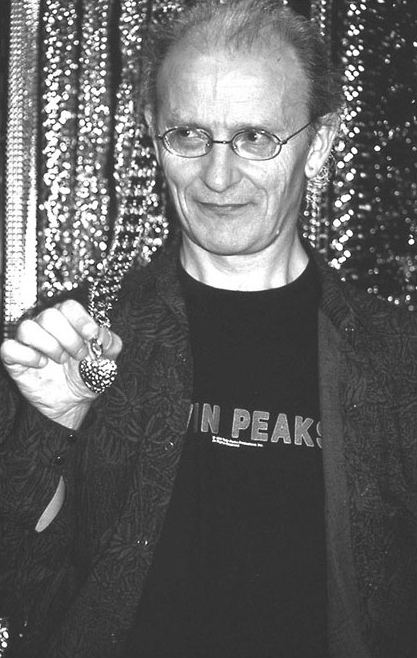
Le dessinateur français Moebius (ici en 1992), dont l'œuvre a fortement inspiré les décors de Blade Runner, a été pressenti pour travailler sur le film.

Selon Ridley Scott, Blade Runner s'aborde comme une bande dessinée :

« Je voyais en Deckard une sorte d'Humphrey Bogart. Enfin, tout ça vient sans doute du fait qu'à l'origine j'avais considéré le film comme une sorte de bande dessinée. C'était mon « eurêka ! » Quand j'ai lu le scénario, j'ai senti aussitôt que je savais comment le faire. C'était l'une des énergies qui m'ont fait m'y attaquer : je pensais que nous en ferions très certainement une sorte de bande dessinée. »

L'atmosphère particulière est, entre autres, inspirée de travaux de Moebius publiés dans Métal hurlant (notamment les dessins qu'il a réalisés pour la bande dessinée The Long Tomorrow de Dan O'Bannon),. Le film noir et la science-fiction fusionnent dans l'atmosphère futuriste baignée par la musique de Vangelis, malgré les quelques infidélités du réalisateur que les critiques n'hésiteront pas à souligner. Elles peuvent être expliquées par le fait que Ridley Scott n'a jamais lu le roman de Dick, dont il tire pourtant l'œuvre.
Avant Blade Runner, Ridley Scott et Moebius ont collaboré à Alien, le huitième passager. Scott souhaite voir Moebius travailler aussi à ce film, mais comme il a été engagé pour le film d'animation Les Maîtres du temps, cela ne peut se faire. Néanmoins, bien qu'il ne soit pas impliqué directement, son œuvre sert de référence lors de la production. Scott engage le designer « futurologue » Syd Mead, lui aussi très influencé par Métal hurlant. Le tableau Nighthawks d'Edward Hopper, peint en 1942, influence le style rétrofuturiste du film, Scott affirmant plus tard : « j'agitais constamment sous le nez de l'équipe de production une reproduction du tableau pour illustrer le look et l'ambiance que je recherchais ».
La présence dans l'équipe technique de Douglas Trumbull, le maître des effets spéciaux d'Hollywood, qui est à l'origine des effets de 2001, l'Odyssée de l'espace ou de Rencontres du troisième type, est aussi à souligner. Ridley Scott, qui connaît Trumbull depuis des années sans qu'ils n'aient jamais eu l'occasion de collaborer, lui confie immédiatement l'élaboration des nombreux effets visuels du film, des miniatures pour le survol fictif du paysage industriel et de la pyramide de la Tyrell Corporation au début du film (décor justement surnommé « L'enfer de Ridley ») à la reproduction grandeur nature du cockpit des vaisseaux sillonnant la ville. Il reçoit, en 1983, le Special Achievement Award pour la réalisation des effets visuels de Blade Runner.
Le film est également influencé par Metropolis, de Fritz Lang, pour ses décors urbains verticaux avec des tours immenses, ses réseaux de circulation intenses, ses écrans de signalisation et pour l'opposition entre les dirigeants, qui vivent dans les hauteurs, et le reste de la population, massée dans des quartiers pauvres et pollués. Le responsable des effets spéciaux David Dryer se fonde donc sur Metropolis pour les plans des miniatures d'immeubles de Blade Runner,. Deux autres films sont des sources d'inspiration, 2001, l'Odyssée de l'espace de Stanley Kubrick et Shanghai Gesture de Josef von Sternberg.
La réalisation est marquée par l'importance que Ridley Scott accorde à l'image. En effet, passionné de bandes dessinées et réalisateur de films publicitaires, il s'applique à représenter une vision du futur par les effets visuels, rejoignant ainsi une génération de réalisateurs pour qui l'image est au centre du film. Une des caractéristiques majeures du film est qu'il semble être un « hybride » de science-fiction et du genre néo-noir, apparemment contradictoires mais dont le mariage contribue à son succès.

### Technologie futuriste

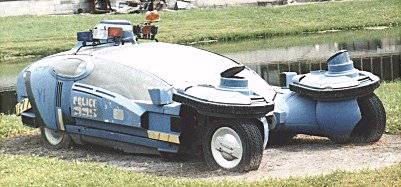
Un spinner utilisé pour le film.

Pour évoquer techniquement le futur de 2019, des voitures volantes, appelées spinners, apparaissent dans le film. Un spinner peut rouler comme un véhicule terrestre et décoller aussi bien verticalement qu'horizontalement. Pour décoller et voler, un spinner est propulsé par trois technologies différentes : un moteur à combustion interne, un moteur à réaction et l'antigravité. Ils sont largement utilisés par la police pour patrouiller et surveiller la population. Syd Mead, comme pour Star Trek (1979) ou Tron (1982), travaille sur l'aspect futuriste du film et notamment à la conception des spinners. Les dessins de Mead sont utilisés par le concepteur des véhicules, Gene Winfield, qui crée vingt-cinq véhicules (spinners, taxis, camions…) en état de fonctionner. Une équipe de cinquante personnes, sous la direction de Winfield, travaille d'arrache-pied pendant cinq mois et demi pour les construire. Un spinner est en exposition permanente au musée de la science-fiction à Seattle.
La machine Voight-Kampff est un polygraphe utilisé par les blade runners pour détecter les réactions physiologiques prouvant qu'un individu est un réplicant. Plusieurs symptômes sont surveillés : les variations de la respiration et du rythme cardiaque, la dilatation de la pupille (signe primordial puisque l'œil est le centre coordinateur de la pensée des réplicants), le dégagement de phéromones ou un rougissement involontaire.

### Bande originale
Albums de Vangelis
Les Chariots de feu
(1981) Antarctica
(1983)

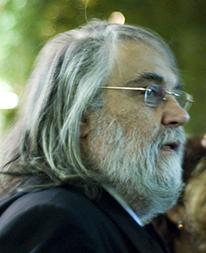
Vangelis (ici en 2007).

La musique originale du film est composée par Vangelis, qui vient alors de remporter l'Oscar de la meilleure musique de film pour Les Chariots de feu de Hugh Hudson. Sa composition pour Blade Runner est un mélange de mélodies sombres, de musique classique et de sons futuristes au synthétiseur qui reflètent l'ambiance voulue par Ridley Scott. Scott s'est également entouré du compositeur et pianiste Peter Skellern pour certains arrangements, de Demis Roussos, qui chante le titre Tales of the Future, et de Don Percival, qui interprète One More Kiss, Dear, chanson inspirée par If I Didn't Care du groupe The Ink Spots. C'est le saxophoniste de jazz Dick Morrissey qui joue le solo du Love Theme. Un ensemble traditionnel japonais et un harpiste, Gail Laughton, ont également participé à l'enregistrement de la musique originale.
Le public et les critiques réservent un bon accueil au film et à la musique qui l'accompagne, tandis que la composition de Vangelis est nommée en 1983 pour un BAFTA et un Golden Globe dans les catégories « meilleure musique de film ». Pourtant, afin de produire le disque officiel accompagnant le film à sa sortie, les producteurs du film ignorent les enregistrements originaux de Vangelis et passent à la place commande auprès de The New American Orchestra pour adapter en version orchestrale les compositions que Vangelis a faites pour Blade Runner. Dix ans plus tard, Vangelis produit enfin le « véritable » album, en faisant notamment usage de techniques modernes. L'album sort en 1994 et contient certaines musiques tirées du Director's Cut ainsi que de nouveaux morceaux, inspirés par le film ou qui n'ont simplement pas été retenus pour y figurer, comme Rachel's Song, titre sur lequel la chanteuse Mary Hopkin pose sa voix. Des dialogues choisis du film sont également inclus dans cette bande originale, comme sur le titre Tears in Rain qui clôture l'album.
Plusieurs enregistrements pirates circulent aussi, dont un en 1993 par Off World Music, Ltd. En 2005, une version pirate nommée Blade Runner - Esper Edition associe des extraits et des musiques inédites du film. Ces versions pirates sont notamment les seules à proposer la version intégrale du titre Blade Runner End Titles qui dure plus de sept minutes.
En 2007, est publié un coffret anniversaire de trois CD à l'occasion de la sortie de la version final cut du film. Le premier CD est une réédition de la version de 1994 ; le deuxième une sélection de musiques additionnelles, extraites du film pour la plupart ou composées pour l'occasion mais finalement inutilisées ; le troisième est un nouvel album de Vangelis qui célèbre les 25 ans du film en reprenant certains des thèmes dans un style plus contemporain et dans une ambiance globalement moins sombre. Le coffret déçoit un peu à sa sortie parce qu'il ne s'agit pas de l'édition intégrale de la musique que l'on peut entendre dans le film.

## Accueil

### Sortie du film et box-office
Les premières projections officielles du film sont des versions tests présentées en avant-première à Denver et à Dallas en mars 1982. Elles sont suivies de l'avant-première à San Diego en mai, dans une version sensiblement modifiée en raison des réactions négatives des premiers spectateurs. La sortie nationale américaine a lieu la même année, ainsi que la sortie officielle européenne et asiatique. Le film sort aux États-Unis dans 1 295 salles, le 25 juin 1982. Cette date est choisie par le producteur Alan Ladd Jr. qui la considère comme son « jour de chance » car ses films aux plus grosses recettes (Star Wars et Alien) sont sortis à la même période en 1977 et 1979. Le bilan du premier week-end est cependant décevant avec 6 150 000 US$ de recette. Bien qu'arrivant en 2e position ces deux jours-là, il est doublé au cours des semaines suivantes par d'autres films de science-fiction, notamment The Thing, Star Trek II et E.T., l'extra-terrestre. La sortie de ces films est sans doute la principale explication de ce résultat médiocre, notamment E.T. l'extra-terrestre, qui domine le box-office de l'année et réalise même des records historiques.
Alors que le budget de Blade Runner est d'approximativement 28 000 000 US$,, le film rapporte 32 868 943 US$ aux États-Unis en comptant ses trois sorties différentes au cinéma, dont 27 580 111 US$ lors de sa sortie initiale en 1982,. Malgré un accueil défavorable en Amérique du Nord, le public international apprécie le film, contribuant à le faire connaître jusqu'à en faire un film culte. En France, le film réalise plus de 2 040 000 entrées lors de sa sortie initiale en 1982.
Le film est régulièrement projeté dans les salles de cinéma du monde entier, mais ses deux « ressorties » principales ont lieu en septembre 1992 et en octobre 2007 à l'occasion de la présentation des versions director's cut et final cut,.

### Accueil critique
Le film divise fortement la critique à sa sortie. Certains jugent que le rythme est trop lent alors que d'autres acclament sa complexité et prédisent qu'il résistera à l'épreuve du temps. Aux États-Unis, Sheila Benson, du Los Angeles Times, qualifie le film de « Blade Crawler » (« crawler » signifiant « qui rampe »). Pauline Kael met en avant les décors « extraordinaires » de la mégapole et trouve que ce « film de science-fiction visionnaire […] a sa place dans l'histoire du cinéma » mais qu'il « n'a pas été pensé en termes humains ».
En France, Philippe Manœuvre, dans Métal hurlant, est l'un des critiques les plus virulents lors de la sortie du film. Il évoque une seconde mort pour l'écrivain, décédé trois mois avant la sortie, et compare la situation avec celle de Boris Vian, mort à la sortie de l'adaptation de J'irai cracher sur vos tombes,. Le Point s'agace également du choix trop flagrant des types de personnes, traitant Roy Batty d'« androïde aryen échappé d'un cauchemar wagnérien ». Le magazine Jeune Cinéma, dans le numéro 147, commente le décalage entre le style du film et les caractéristiques du genre auquel il se rattache : « Blade Runner, c'est un Canada Dry à l'envers. Ça ressemble à un film de science-fiction, une de ces grosses machines hollywoodiennes et pleines d'effets spéciaux, mais pour l'ivresse et la saveur, Blade Runner est beaucoup plus proche de films européens comme Diva ou L'Ami américain »,.
Danièle Heyman et Alain Lacombe, dans L'Année du cinéma 1983, délivrent une critique positive, jugeant que le film est à contre-pied de la tendance du moment en proposant « l'horreur d'un futur immédiat », saluant « l'admirable travail de Douglas Trumbull, le maître inquiétant des effets spéciaux » ainsi que l'interprétation d'Harrison Ford et de Rutger Hauer, « remarquablement dirigés » et « alternant les gestes violents et la passivité interrogative ». Alain Philippon, des Cahiers du cinéma, estime que Scott démontre « un talent réel pour dessiner et filmer les architectures ou pour créer une lumière d'aquarium ». Parmi les critiques partagées, Jean-Louis Cros, de la Revue du cinéma, écrit que « le film s'impose par son atmosphère » et que « l'univers proposé est immédiatement crédible », saluant le travail de décoration, mais déplore que les questions philosophiques « trouvent dans le roman une matérialisation moins abstraite que ce à quoi le film les réduit ». Alain Garsault, de Positif, estime que ni le sujet « ramené à une simple intrigue dramatique », ni ses implications « exprimées maladroitement », « n'ont intéressé Scott ». D'un autre côté, il affirme que les décors ont été particulièrement soignés, le personnage de Pris est « le plus touchant », la poursuite de Zhora est « un morceau de bravoure savamment mis en scène » et, dès que la « situation [est] établie, le décor posé, [Scott] joue avec brio du découpage, des angles, du montage ».
Les critiques sont devenues beaucoup plus positives avec le temps et le film recueille désormais 89 % de critiques positives, avec une note moyenne de 8,5⁄10 d'après 114 critiques, sur le site Rotten Tomatoes. Sur Metacritic, le film obtient un score de 84/100, sur la base de 15 critiques collectées. Parmi les critiques plus récentes concernant la version director's cut, Desson Howe, pour le Washington Post, évoque un film « formidable à tous les niveaux : le scénario poignant sur la quête futile de l'immortalité, la phénoménale réalisation de Ridley Scott, les incroyables décors futuristes et les interprétations touchantes, tout spécialement celle de Rutger Hauer ». Owen Gleiberman, d’Entertainment Weekly, lui donne la note de « A- », se réjouissant de « la disparition de l'enquiquinante voix-off » et le qualifiant d'« expérience captivante » qui « jette un sort hypnotique depuis son plan d'ouverture spectaculaire » jusqu'à la fin. Roger Ebert, du Chicago Sun-Times, lui attribue 3 étoiles sur 4, affirmant que le film « est indéniablement devenu l'une des références visuelles du cinéma moderne ». Il salue aussi l'interprétation de Harrison Ford, Sean Young et Rutger Hauer mais trouve le film « peu convaincant » quand il touche aux relations humaines, notamment l'histoire d'amour entre Deckard et Rachel ou le personnage de Tyrell. Pour François Forestier, dans L'Express, le film est « encore plus noir, encore meilleur » et « reste visuellement incroyable ». Thomas Sotinel, du Monde, affirme que le spectateur « réalise que, oui, Ridley Scott et Douglas Trumbull […] étaient devins. Dans Blade Runner, on trouve tant d'images qui ont façonné l'environnement visuel des années 1980 que l'on croirait par instants assister à l'une de ces rétrospectives de fin d'année (de décennie, de siècle…) offertes par les chaînes de télévision ». Enfin, Adam Smith, du magazine Empire, gratifie le film de la note maximale (5 étoiles sur 5), évoquant un « authentique chef-d'œuvre » qui bénéficie dans sa version final cut d'une restauration de la qualité de l'image « presque miraculeuse ».

### Distinctions
Entre 1982 et 2008, Blade Runner est sélectionné vingt-quatre fois dans diverses catégories et remporte huit récompenses,.

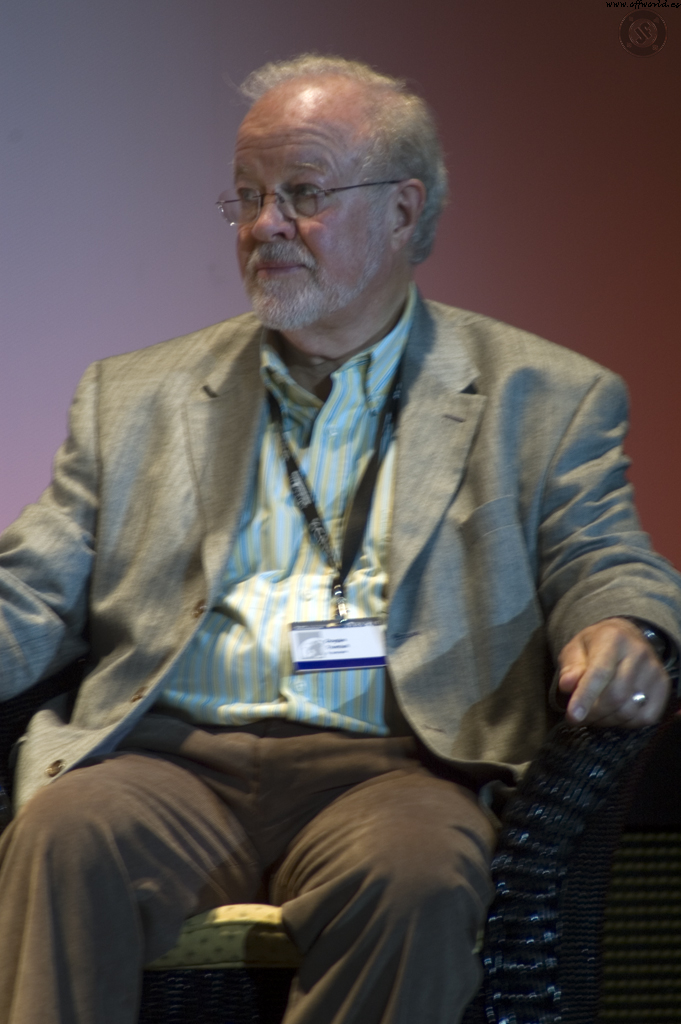
Douglas Trumbull (ici en 2007) a été nommé à quatre reprises pour son travail sur les effets spéciaux du film.

| Année | Récompense                                  | Catégorie                              | Nommé(es)                                                      | Résultat |
| ----- | ------------------------------------------- | -------------------------------------- | -------------------------------------------------------------- | -------- |
| 1982  | British Society of Cinematographers         | Meilleure photographie                 | Jordan Cronenweth                                              | Nommé    |
| 1982  | Los Angeles Film Critics Association Awards | Meilleure photographie                 | Jordan Cronenweth                                              | Lauréat  |
| 1983  | BAFTA Awards                                | Meilleure photographie                 | Jordan Cronenweth                                              | Lauréat  |
| 1983  | BAFTA Awards                                | Meilleurs costumes                     | Charles Knode, Michael Kaplan                                  | Lauréat  |
| 1983  | BAFTA Awards                                | Meilleurs décors                       | Lawrence G. Paull                                              | Lauréat  |
| 1983  | BAFTA Awards                                | Meilleur montage                       | Terry Rawlings                                                 | Nommé    |
| 1983  | BAFTA Awards                                | Meilleurs maquillages                  | Marvin Westmore                                                | Nommé    |
| 1983  | BAFTA Awards                                | Meilleure musique                      | Vangelis                                                       | Nommé    |
| 1983  | BAFTA Awards                                | Meilleur son                           | Peter Pennell, Bud Alper, Graham V. Hartstone, Gerry Humphreys | Nommé    |
| 1983  | BAFTA Awards                                | Meilleurs effets spéciaux              | Douglas Trumbull, Richard Yuricich, David Dryer                | Nommé    |
| 1983  | Prix Hugo                                   | Meilleure présentation dramatique      | Blade Runner                                                   | Lauréat  |
| 1983  | Prix British Science Fiction                | Meilleur média                         | Blade Runner                                                   | Lauréat  |
| 1983  | London Film Critics Circle Awards           | Special Achievement Award              | Lawrence G. Paull, Douglas Trumbull, Syd Mead                  | Lauréat  |
| 1983  | Golden Globes                               | Meilleure musique de film              | Vangelis                                                       | Nommé    |
| 1983  | Oscars                                      | Meilleurs décors                       | Lawrence G. Paull, David L. Snyder, Linda DeScenna             | Nommé    |
| 1983  | Oscars                                      | Meilleurs effets spéciaux              | Douglas Trumbull, Richard Yuricich, David Dryer                | Nommé    |
| 1983  | Saturn Awards                               | Meilleur film de science-fiction       | Blade Runner                                                   | Nommé    |
| 1983  | Saturn Awards                               | Meilleur réalisateur                   | Ridley Scott                                                   | Nommé    |
| 1983  | Saturn Awards                               | Meilleurs effets spéciaux              | Douglas Trumbull, Richard Yuricich                             | Nommé    |
| 1983  | Saturn Awards                               | Meilleur acteur dans un second rôle    | Rutger Hauer                                                   | Nommé    |
| 1983  | Fantasporto                                 | Prix international du film fantastique | Meilleur Film – Ridley Scott                                   | Nommé    |
| 1993  | Fantasporto                                 | Prix international du film fantastique | Meilleur Film – Ridley Scott (director's cut)                  | Nommé    |
| 1994  | Saturn Awards                               | Meilleure sortie vidéo                 | Blade Runner (director's cut)                                  | Nommé    |
| 2008  | Saturn Awards                               | Meilleure édition DVD                  | Blade Runner (5 Disc Ultimate Collector's Edition)             | Lauréat  |

### Classements et listes
Blade Runner figure dans de nombreuses listes de magazines, de sites web ou d'ouvrages qui, depuis la fin du XXe siècle, proposent des sélections des meilleurs films de l'histoire, sur le cinéma en général ou sur une thématique plus précise ainsi que dans le Top 250 d'IMDb, site pour le cinéma sur lequel les internautes peuvent noter les films.
| Année | Organisateur ou auteur             | Intitulé                                                                 | Rang du film |
| ----- | ---------------------------------- | ------------------------------------------------------------------------ | ------------ |
| 2001  | The Village Voice                  | 100 meilleurs films du XXe siècle                                        | 94e/100      |
| 2002  | Nicolaus Schröder                  | 50 Klassiker, Film                                                       | Aucun        |
| 2002  | Wired                              | Top 20 des meilleurs films de science-fiction                            | 1er/20,      |
| 2002  | Online Film Critics Society (OFCS) | Top 100 des meilleurs films de science-fiction des 100 dernières années  | 2e/100       |
| 2003  | Entertainment Weekly               | Top 50 films culte                                                       | 9e/50        |
| 2003  | Steven Jay Schneider               | 1001 films à voir avant de mourir                                        | Aucun        |
| 2004  | The Guardian                       | Top 10 des films de science-fiction (sondage auprès de 60 scientifiques) | 1er/10       |
| 2005  | Total Film                         | Top 100 des meilleurs films de tous les temps                            | 47e/100      |
| 2005  | Time                               | Top 100 des meilleurs films de tous les temps                            | Aucun        |
| 2007  | American Film Institute (AFI)      | 100 ans : 100 films                                                      | 97e/100      |
| 2007  | American Film Institute            | Top 10 des films de science-fiction                                      | 6e/10        |
| 2008  | New Scientist                      | Meilleurs films de science-fiction                                       | 1er          |
| 2008  | Empire                             | Top 500 des meilleurs films de tous les temps                            | 20e/500      |
| 2010  | IGN                                | Top 25 des meilleurs films de science-fiction                            | 1er/25       |
| 2010  | Total Film                         | 100 meilleurs films de tous les temps                                    | Aucun        |
| 2012  | Sight & Sound                      | Top 250 Sight & Sound 2012                                               | 69e/250      |
| 2012  | Sight & Sound                      | Top 100 des réalisateurs Sight & Sound 2012                              | 67e/100      |

## Différentes versions et éditions en vidéo
Il existe sept versions du film, principalement différentes par le montage, revu au travers des cuts, nom commercial désignant chacune de ces versions. La première version est une version test présentée à Denver et Dallas en mars 1982. Elle est très proche du montage final de la version director's cut de 1992, notamment quant au statut du personnage principal, Rick Deckard qui passe de simple policier humain dans la version officielle américaine et européenne à la possibilité qu'il puisse être un androïde dans la version director's cut. La fin reste la même entre la préversion et la version director's cut. Les avis majoritairement négatifs des spectateurs de cette première version poussent les producteurs à opérer des changements,.
La deuxième version est présentée à San Diego en mai 1982. À l'exception de trois courtes scènes supplémentaires, elle est identique à la troisième version du film, celle de sa sortie au cinéma en Amérique du Nord en juin 1982. La quatrième version est la version internationale sortie au cinéma en 1982 en dehors de l'Amérique du Nord. Elle comporte quelques scènes plus violentes que la version américaine, telle celle où Roy Batty enfonce ses pouces dans les yeux d'Eldon Tyrell, celle où Pris tient Deckard par les narines lors de leur corps à corps et celle où Batty se transperce la paume de la main avec un clou quand il traque Deckard.
En 1986 sort, aux États-Unis, une cinquième version, « édulcorée » pour répondre aux restrictions de diffusion à la télévision. Le premier grand changement de version date de 1992, avec la sortie de la version director's cut au cinéma. La voix off est supprimée, une séquence onirique où Deckard rêve d'une licorne est ajoutée et l'épilogue plus heureux où Deckard et Rachel sont en voiture est supprimé. Ridley Scott s'exprime en 1993, peu après cette sortie, au sujet de la gestion des limites futuristes de son film :

« Une partie de l'action de Blade runner se déroule dans les bas-quartiers d'une mégalopole qui pourrait être un mélange de Chicago et New York, si ces deux villes venaient à fusionner. Le film est un thriller futuriste. Nous espérions avoir créé un décor totalement crédible et réaliste, bien qu'il soit également riche, exotique et bariolé. Nous avons commencé par dessiner des voitures aérodynamiques et étincelantes, mais elles nous ont semblé trop futuristes et nous sommes repartis dans une autre voie pour ne pas détruire cette sensation de familiarité. »

La version final cut, sortie en 2007, est considérée comme la version définitive. Appelée aussi « édition du 25e anniversaire », elle est la seule pour laquelle le réalisateur a eu le contrôle artistique complet. Supervisée par Ridley Scott, elle présente des modifications formelles mineures (plans de transition, décors d'arrière-plan améliorés, voix synchronisées, le ciel bleu de la scène de la colombe devenu un ciel nocturne…) En outre, l'image et le son ont été entièrement restaurés. Cette version est considérée par le réalisateur comme l'ultime édition du film. Ridley Scott fait appel à l'actrice Joanna Cassidy, l'interprète de Zhora, pour filmer des plans de son visage et ainsi l'insérer à la place de celui de la cascadeuse sur les plans au ralenti dans la scène où Zhora est abattue par Deckard,. Les principales améliorations concernent le montage remodelé et la suppression des voix off jugées incompatibles avec l'omniprésente ambiance noire.
|                          | Date | Durée (min) | Voix off | Happy end | Rêve licorne | Particularités |
| ------------------------ | ---- | ----------- | -------- | --------- | ------------ | --- |
| Workprint                | 1982 | 112         | Oui      | Non       | Non          | * Titre différent. * Texte d'introduction absent remplacé par une définition des Replicants. * Moins de gros plans de l'oeil sur la ville. * Gaff insulte Deckard lors de l'arrivée au QG de la police. * Différence dans l'exposé de Bryant à Deckard : non pas un mais deux Replicants sont morts électrocutés. * Montage différent de la mort de Batty et voix-off de Deckard expliquant l'avoir regardé mourir toute la nuit. |
| Avant première San Diego | 1982 | ?           | Oui      | Non       | Non          | Il n'y a plus les particularités du Workprint, et trois scènes en plus, probablement perdues : * Présentation de Roy Batty dans une cabine VidPhon. * Deckard recharge son arme après que Roy lui a brisé les doigts. * A la fin, plan de Deckard et Rachel s'éloignant dans un coucher de soleil. |
| Version salle US         | 1982 | 116         | Oui      | Oui       | Non          | * Première apparition du happy end avec voix off de Harrison Ford. * Plan du spasme de la main de Roy. * Gaff laisse Deckard et Rachel s'enfuir. * Deckard affirme qu'elle survivra. |
| Version internationale   | 1982 | 117         | Oui      | Oui       | Non          | * Mort de Tyrell plus violente (Roy lui écrase ses yeux avec les pouces). * Combat entre Deckard et Pris plus violent (doigts de Pris dans son nez, Deckard lui tire trois balles au lieu de deux, elle remue comme si elle était électrocutée après avoir été abattue). * Plan de Roy qui s'inflige un stigmate avec un clou. |
| Broadcast US             | 1986 | 114         | Oui      | Oui       | Non          | * Version salle USA + Texte d'intro lu en voix off. * Censure de grossièretés et des seins de Zhora. |
| Director's cut           | 1992 | 116         | Non      | Non       | Oui          | * Version internationale moins la voix off et le happy end. * Ajout du rêve de la licorne * Mort de Tyrell, abattage de Pris et enfoncement du stigmate dans la main censurés. |
| Final cut                | 2007 | 117         | Non      | Non       | Oui          | * Premier gros plan du visage de Roy Batty dans la cabine VidPhon retouché * Rêve licorne en entier. * Interrogatoire d'Abdul Ben Hassan retouché * Mort de Zhora retouchée * Mort de Tyrell, abattage de Pris et enfoncement du stigmate dans la main non censurés * Ciel bleu de l'envol de la colombe devenu nocturne * Dialogues VF modifiés.                                                                                 |

La première version cinéma du film sort en VHS et en Betamax en 1983, puis en Laserdisc en 1987. La version director's cut sort en VHS et en Laserdisc en 1993, puis en DVD en mars 1997. Le film est d'ailleurs l'un des premiers à sortir dans ce format et la qualité du DVD est par conséquent assez médiocre. La dernière version du film paraît en DVD, HD DVD et disque Blu-ray en décembre 2007, en version simple et en coffret,. Le coffret comprenant cinq DVD regroupe toutes les versions du film (U.S. theatrical cut (1982) : 1 h 57 min 16 s - International theatrical cut (1982) : 1h57m25s - Director's cut (1992) : 1 h 56 min 34 s - Final Cut (2007) : 1 h 57 min 36 s), trois commentaires audio (un de Ridley Scott, un des producteurs et des scénaristes et un de l'équipe des effets spéciaux) en anglais et non sous-titrés, un making-of d'une durée de plus de 3 h 30, ainsi que plusieurs autres documentaires. L'édition française est toutefois moins fournie en termes d'objets additionnels que l'édition américaine, laquelle est vendue dans une valise d'apparence métallique imitant celle contenant la machine de test Voight-Kampff des blade runners.

## Analyse
Le film est un des précurseurs du style néo-noir, qui consiste en une atmosphère urbaine, à l'architecture baroque et à l'ambiance empreinte de schizophrénie, où la misère est omniprésente. Le néo-noir est sombre dans tous les sens du terme car se déroulant souvent la nuit, mettant en avant la dégradation de la Terre par les humains, le tout accompagné d'un climat pluvieux, sans jamais de soleil, sauf en conclusion (comme dans Dark City, 1998) ou brièvement, pour indiquer un contexte différent, comme dans Blade Runner. D'ailleurs, Deckard, le personnage principal, indique tout de suite qu'« il y a trop de lumière » lorsqu'apparaît le soleil, avec comme prétexte la difficulté d'effectuer le test d'empathie Voight-Kampff sur un éventuel réplicant. On ne reverra plus le soleil de tout le film.
Ce film policier, qui fait du futur une époque misérable, met en scène un robot en quête de sa nature qui tend à s'humaniser. Malgré son scénario qui se rapproche des films policiers classiques des années 1940, l'appréciation de la ville est bousculée. Celle-ci s'écarte, comme en de nombreux autres points du film, de l'atmosphère dont Philip K. Dick a empreint son roman : celui-ci ne se veut pas sombre.
L'ambiance apocalyptique est renforcée par des prises de vue aériennes qui montrent des endroits à peine discernables sous une lumière la plupart du temps artificielle. Le contraste entre les scènes de dialogue et d'action et celles de découverte, toujours lentes, pendant lesquelles les personnages restent camouflés à cause du manque de lumière, caractérise également ce style que les cinéphiles découvrent surtout dans les années 1990 avec Dark City ou Matrix.
L'un des thèmes centraux du film est un questionnement sur notre humanité et sa signification. Même si la différence entre réplicants et humains est, dans le film, essentiellement fondée sur le manque d'empathie des premiers, ils sont néanmoins présentés dans certaines analyses comme des êtres capables de compassion et pouvant se préoccuper les uns des autres, ce qui les met en opposition avec les personnages humains manquant d'empathie ou avec la foule, froide et impersonnelle, qui grouille dans les rues de Los Angeles. La version director's cut du film pose même la question de savoir si Deckard est vraiment humain ou si c'est un réplicant, donnant naissance à une controverse qui dure depuis sa sortie. Pour la version sortie au cinéma en 1982, les producteurs, tout comme Harrison Ford, ont souhaité que Deckard soit humain, alors que le scénariste Hampton Fancher a préféré maintenir une certaine ambiguïté. Ridley Scott confirme plus tard que, dans sa vision, Deckard est un réplicant. La licorne présente dans la version de 1992 du rêve de Deckard, associée à l'origami en forme de licorne laissé par Gaff devant l'appartement de Deckard à la fin du film, est souvent considérée comme une preuve que Deckard est un réplicant, Gaff ayant pu accéder à la mémoire affective implantée à Deckard. D'ailleurs les réplicants sont très attachés aux photographies, car celles-ci constituent leur seule mémoire affective, et Deckard orne son piano de nombreuses photographies. Cette interprétation a été remise en question vu l'absence d'une réponse claire dans le film. Cette incertitude volontaire permet aux spectateurs de voir le film selon leurs propres perspectives.

### Thèmes et aspects récurrents

#### Atmosphère oppressante
La ville tentaculaire aux grands gratte-ciel, éclairée uniquement par la lumière des néons publicitaires, la pluie incessante, les embouteillages et le « cityspeak » (la langue de communication, sorte de lingua franca) créent une atmosphère rebutante qui oppresse le spectateur. En effet, pour donner vie à cet univers à la fois cyberpunk et de film noir, Ridley Scott a apporté un soin particulier aux décors et à l'ambiance du Los Angeles de 2019. Il en fait une mégalopole de cauchemar, futuriste et surpeuplée, un « véritable cloaque nocturne et pluvieux », qui reste crédible parce qu'elle est composée d'éléments familiers, et qui devient un personnage à part entière, voire le personnage principal.

#### Œil
Le « miroir de l'âme », dont les réplicants manqueraient, est omniprésent dans le film. Dès la première scène, le bâtiment pyramidal de la Tyrell Corporation se reflète dans un gros plan de l'œil de Holden afin d'évoquer la symbolique de l'œil de la Providence. Le film met aussi en scène Hannibal Chew, généticien spécialisé dans la création d'yeux artificiels pour les réplicants. Le test de Voight-Kampff analyse, entre autres choses, la dilatation de la pupille. Roy Batty crève les yeux d'Eldon Tyrell. Enfin, dans le Director's Cut, les pupilles des réplicants ont un reflet rouge lorsqu'ils sont dans un environnement sombre. Tout ce qui concerne le regard dans le film est directement lié aux réplicants. C'est un des symboles principaux du mouvement cyberpunk que le film fera connaître. Ce que voit l'œil peut être manipulé, ce qui remet en cause la réalité et notre capacité à la percevoir ou à nous la rappeler avec précision.

#### Symbolisme religieux
Ce thème est retranscrit par l'intermédiaire de paraboles religieuses. Les réplicants aux capacités surhumaines sont créés par Tyrell (Dieu) et leur chute des cieux (l'« off-world ») en fait des anges déchus. Roy Batty partage beaucoup de similitudes avec Lucifer et cela devient plus évident quand il cite délibérément de façon incorrecte un extrait de l'œuvre de William Blake : « Fiery the angels fell… » au lieu de « Fiery the angels rose… » (America: a Prophecy). Enfin, avant de tuer Tyrrel, il lui donne un baiser imitant en cela le baiser de Judas, pour ensuite lui crever les yeux symbole de son omniscience.
Zhora se sert d'un serpent rappelant la Genèse. Vers la fin de sa vie, Roy a des stigmates puis se place dans une position ressemblant au Christ pour signifier son salut à Deckard. À sa mort, l'âme de Roy monte dans les cieux sous la forme d'une colombe, ce qui semble « accomplir » la métaphore prématurée de Tyrell du « Fils Prodigue ». De même, les blessures de pistolet laser de Zhora sont toutes deux sur ses omoplates, la faisant ressembler à un ange dont les ailes ont été coupées. La pluie continuelle tombant sur Los Angeles peut également être vue comme une évocation du Déluge.

#### Cogitode René Descartes
Le réplicant, même s’il n’est pas humain, a conscience de son existence et donc de sa fin, tel Roy Batty qui essaie de la repousser. Ainsi, la certitude de « Cogito ergo sum » (prononcée d'ailleurs par Pris peu après l'arrivée de Roy chez Sebastian) s’applique sans aucun doute aux réplicants les plus avancés, les rapprochant de la nature humaine. D’ailleurs, le nom Rick Deckard n'est pas sans évoquer celui de René Descartes.

#### Stéréotypes féminins
Les principaux rôles féminins tendent à présenter la femme comme un « objet »[réf. nécessaire] : Pris, le modèle de plaisir primitif, Zhora la danseuse érotique, Rachel mi-secrétaire, mi-femme fatale. Pris et Zhora peuvent être vues comme des « femmes fortes et indépendantes » ; elles sont tuées, tandis que Rachel qui est leur opposée, reste en vie. La scène « d'amour » entre Rachel et Deckard ne laisse pas de doute sur l'absence de consentement du personnage féminin. Elle dépeint soit de la misogynie, soit un regard pessimiste sur la condition de la femme, comme dans Thelma et Louise, du même Ridley Scott[réf. nécessaire]. Deckard doit sa vie à Rachel, qui empêche le réplicant Leon de le tuer.
Dans leur ouvrage, Bernard Rapp et Jean-Claude Lamy estiment d'ailleurs que le film s'attache à montrer les femmes, ces « machines organiques terrifiantes, athlétiques et belles », comme aucun film ne l'a encore fait.

#### Publicité
De nombreuses publicités sont visibles dans le film ; beaucoup sont le résultat de placements de produits. Elles participent aussi à créer une atmosphère spéciale dans le film. Parmi les entreprises présentes, entre autres : Koss Corporation, Atari, Toshiba, Polaroid Corporation, Marlboro, Bell Telephone Company, Budweiser, Hilton, Citizen, Trans World Airlines, The Coca-Cola Company, TDK, Bulova et Pan Am,. Ridley Scott a travaillé dans la publicité avant d'être réalisateur de cinéma et cela se ressent dans l'esthétique du film.

#### Cinéma des années 1940

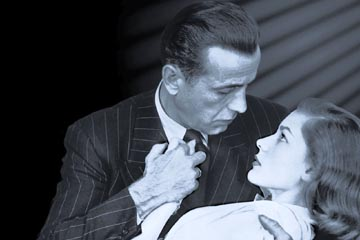
L'atmosphère s'inspire de films noirs des années 1940 comme Le Grand Sommeil.

L'ambiance du film est inspirée de celle des films noirs américains de la fin des années 1940. Deckard possède plusieurs attributs des détectives typiques des films noirs : c'est un antihéros, il boit beaucoup, il porte un imperméable, il est solitaire et renfermé. Rachel est l'archétype de la « femme fatale » : séduisante, attirant les problèmes. Les personnages de Deckard et de Rachel présentent plusieurs points communs avec ceux de Philip Marlowe et de Vivian Sternwood dans le film Le Grand Sommeil (1946). Le déroulement du film est également identique à celui d'un film noir classique : le personnage principal est entraîné dans une enquête banale qui prend des proportions de plus en plus grandes et qui finit par lui échapper (déroulement d'ailleurs semblable à celui de la réalisation du film et de son contrôle par le réalisateur). L'esthétique du film est également inspirée de ce courant : la pluie incessante, la nuit profonde, une atmosphère glauque et oppressante. Enfin, alors que l'histoire du roman se déroule à San Francisco, l'action du film est déplacée à Los Angeles, ville mythique et récurrente dans les films noirs ainsi que dans les romans noirs comme ceux de Raymond Chandler ou James Ellroy. Le mélange, dans les décors, entre des éléments futuristes et des éléments des années 1940 ou même d'autres époques, ainsi que le travail de Ridley Scott avec la lumière, ont conduit des analystes à qualifier le style visuel du film de « rétro-futur ».

#### Animaux
Chaque personnage important est associé à un animal. Ainsi Tyrell est associé au hibou (en référence à son animal artificiel et au logotype de son entreprise), Rachel à l'araignée (en rapport avec son test Voight-Kampff), Leon à la tortue (toujours à cause du test), Zhora au serpent (car un python de Birmanie l'accompagne), Pris au raton-laveur (référence à son maquillage à la fin du film), et Roy Batty au loup (à cause de son rôle de meneur et de ses cris à la fin du film) et à la colombe (en rapport à sa mort).
Deckard est associé au coq puis à la licorne (à cause des origamis de Gaff), ou au poisson, à cause de la scène pendant laquelle il mange des sushis dans un restaurant, le White Dragon Noodle Bar. Dans la version de 1982 on entend une voix off suggérant cette pensée du Blade Runner : « Sushi, that's what my ex-wife called me. Cold fish » (« Sushi, c'est comme ça que mon ex-femme me surnommait. Du poisson froid »). La licorne, dont la présence est renforcée dans la version director's cut avec le rêve de Deckard, symbolise « l'incarnation de l'âme humaine dans la machine ».

#### Eugénisme
L'eugénisme, en particulier le clonage et la génétique, sciences dans lesquelles l'homme a grandement avancé, donne la capacité de créer des humanoïdes parfaits, ni robots, ni clones, pas vraiment humains. La création des réplicants pose la question à la fois d'ordre éthique et religieux de savoir si les intérêts scientifiques et commerciaux sont suffisants pour autoriser l'homme à intervenir dans l'ordre naturel. Blade Runner peut de cette façon être rapproché d'un conte moral tel que Frankenstein ou le Prométhée moderne de Mary Shelley.

#### Tatouages
Dans la scène qui se déroule sur les toits, des traces bleues ressemblant à des tatouages sont visibles sur le torse de Roy Batty. Il s'agit d'une idée selon laquelle ces « petits ronds » seraient des connecteurs pour des équipements spatiaux, une sorte d'interface informatique. Cette idée est abandonnée dans le script final malgré le maquillage visible dans cette scène.

### Adaptation du roman
Le film est la première adaptation d'une œuvre de Philip K. Dick au cinéma. Par la suite, bon nombre de ses romans ou nouvelles sont portés à l'écran, comme Total Recall par Paul Verhoeven en 1990, ou Minority Report par Steven Spielberg en 2002, entre autres,.

#### Fidélité de l'adaptation
Philip K. Dick n'est initialement pas informé de la production du film et critique la première version du scénario d'Hampton Fancher dans un article pour le magazine Select TV Guide. Il meurt trois mois avant la sortie du film. Il a pu lire le script final du film et visionner une pré-version de 40 minutes qui l'avait enthousiasmé. L'écrivain déclare à cette occasion que le monde créé par Scott ressemble exactement à ce qu'il a imaginé,. À la suite de cette discussion, Ridley Scott avoue n'avoir jamais lu le roman de Dick, ce qui est à l'origine de différences majeures entre l'ambiance de chacune des deux œuvres.
Le scénario du film et le roman sont différents et complémentaires, selon Dick,. Dick se voit proposer d'écrire la novélisation du scénario. Il refuse car l'éditeur exige que cette nouvelle version remplace définitivement le roman original. À la suite de la sortie du film, le livre est réédité sous le titre de Blade Runner en tant que produit dérivé, tel un échange puisque, sur l'affiche du film, le nom original de l'œuvre est écrit en dessous de « Blade Runner ».
Le registre du film, celui du film d'action, est très éloigné de l'ambiance du roman. L'atmosphère sombre et mélancolique de l'œuvre originale participe au succès du film, devenu une référence du cinéma de science-fiction, à tel point que d'autres œuvres s'inspireront de son univers futuriste comme Ghost in the Shell.

#### Différences avec le roman
Le titre du film ne figure pas dans le roman original, mais provient d'un livre d'Alan E. Nourse, The Bladerunner, utilisé ensuite par William Burroughs pour un scénario (Blade Runner: a Movie), avant que Ridley Scott ne l'utilise.
Le film se passe en 2019 à Los Angeles et le roman, en 1992 à San Francisco. Le choix de la ville est fait par le réalisateur, influencé par David Webb Peoples ; ce dernier veut un univers proche de celui du roman. Initialement, la ville doit être prise dans une tempête de neige, mais, influencé par son producteur, son scénariste et l'univers de Moebius, Scott glisse vers le monde noir d'une ville tentaculaire, monumentale et imaginaire, une mégalopole futuriste et surpeuplée. Parmi les éléments présents dans le roman et qui ne sont que suggérés dans le film, figurent la disparition de la faune et l'exode massif de la population terrienne vers d'autres planètes colonisées. La principale motivation de Deckard dans le roman est d’ailleurs de pouvoir acquérir un véritable animal, ce qui peut être une explication à la présence des « animaux totems ».
Par ailleurs, dans le film, Deckard est « retraité » du service actif, alors que, dans le roman, il est encore en service. Pour adapter correctement le film au livre, certaines scènes ne sont pas présentes dans le film, comme celle où Deckard est pris en otage par des réplicants dans un commissariat. Des différences de terminologie, effectuées à des fins commerciales, sont également omniprésentes. Ainsi, un androïde est appelé « réplicant » dans le film et « andro » (pour androïde) dans le roman.
Pour la même raison, dans le roman, Rachel et Pris sont physiquement identiques. Dans le film, elles ne le sont pas, elles sont jouées par deux actrices différentes : Sean Young et Daryl Hannah. Le roman pose des questions, alors que le film apporte plutôt des réponses : Ridley Scott avait désiré que le livre et le film soient complémentaires, alors que Philip K. Dick avait plutôt vu dans le film le reflet parfait de ce qu'il a imaginé en écrivant le livre. En outre, le film centre l'histoire sur Deckard, alors que le livre met en scène une gamme de sujets et de personnages plus importante.
Dans le film, Leon et Rachel passent un test. L'examen de Leon n'aboutit pas puisque celui-ci réagit et blesse grièvement le blade runner qui l'interroge. C'est la réaction qu'ont face à ce test certains des réplicants les moins intelligents. Dans le livre original, il faut entre six et sept questions pour révéler efficacement la vraie nature d'un individu. Dans le film, ce sont entre vingt et trente, et, dans le film, il faut une centaine de questions pour déterminer si Rachel est un réplicant car elle est de la dernière génération. L'amélioration des caractéristiques physiques et mentales rend les réplicants plus difficilement détectables.

En 1974, avant même qu'une de ses œuvres ait été adaptée au cinéma, Dick explique à quel point la tâche pourrait s'avérer ardue : 

« Le côté aléatoire de mes écrits ne m’échappe pas ; et je vois aussi combien cette rapide permutation des possibilités est susceptible avec le temps de juxtaposer et révéler des choses importantes, automatiquement omises par la pensée ordonnée. »

## Postérité

### Influence
Blade Runner reçoit d'abord un accueil médiocre dans les salles nord-américaines, mais est apprécié au niveau international et devient rapidement un film culte. Son style sombre et futuriste, avec ses dessins tirés en droite ligne de bandes dessinées, sert par la suite de référence et son influence peut être observée précocement dans de nombreux films de science-fiction, anime, jeux vidéo et programmes de télévision ultérieurs. Il constitue l'une des références cinématographiques du mouvement cyberpunk.
Le film influence grandement la réalisation de Ghost in the Shell, qui influence lui-même des films noirs postérieurs ; il existe une parenté stylistique entre les deux œuvres : la représentation de la technique, la mise en scène des relations humaines et des relations entre androïdes,. Il influence aussi notablement un nombre important de films de science-fiction ou de fantastique, notamment Terminator (1984), Brazil (1985), L'Échelle de Jacob (1990), Terminator 2 : Le Jugement dernier (1991), Le Cinquième Élément (1997), Dark City (1998) et Inception (2010),. Le film Soldier (1998), scénarisé par David Webb Peoples, est parfois présenté comme un spin-off de Blade Runner. Les véhicules spinners sont par la suite apparus dans d'autres films de science-fiction comme Retour vers le futur 2 (1989) ou Solar Crisis (1990).
En 1993, Blade Runner est sélectionné par la National Film Registry de la Bibliothèque du Congrès pour être conservé en raison de son importance culturelle, historique et esthétique, et il est fréquemment utilisé dans les cours universitaires (un extrait du film sera d'ailleurs utilisé, en 2000, pour la première épreuve du concours d'entrée à la Fémis). Dans un sondage effectué en 2004 auprès de soixante éminents scientifiques du monde entier, le film est élu meilleur film de science-fiction jamais réalisé. En 2007, l’American Film Institute le classe comme le 97e plus grand film américain de tous les temps dans une liste de cent films sélectionnés sur 100 ans. En 2008, l'AFI le place en 6e position de la liste des 10 meilleurs films de science-fiction. En 2007, il est nommé le 2e film le plus visuellement influent de tous les temps par la Visual Effects Society.
Une fois la réputation du film établie, K. W. Jeter, un écrivain ami de Philip K. Dick, écrit trois romans qui poursuivent l'histoire de Deckard en tentant d'atténuer les différences entre le film et le roman initial. Ces trois romans ont pour titres Blade Runner 2 : The Edge of Human (1995), Blade Runner 3 : Replicant Night (1996) et Blade Runner 4 : Eye and Talon (2000).

#### Jeux vidéo
Deux jeux vidéo sont adaptés du film, tous deux nommés Blade Runner. Le premier sort en 1985 sur Commodore 64, ZX Spectrum et Amstrad CPC. Le deuxième, développé par Westwood Studios, sort en 1997. Ce dernier raconte l'enquête d'un nouveau personnage, McCoy, dans l'univers du film. Il est fait référence à Deckard mais il n'apparaît pas dans le jeu, à l'inverse d'autres personnages du film comme Eldon Tyrell, J. F. Sebastian, Leon, Gaff et Rachel.
Blade Runner, avec Ghost in the Shell, serviront d'inspiration au créateur de jeux vidéo Yoko Taro, notamment pour la saga « spin off » de Drakengard, la saga « Nier » (composée de Nier Replicant/Gestalt (2010), Nier:Automata (2017) et Nier Replicant Ver 1.22 (2021) – le remake du premier Nier Replicant). Dans Nier:Automata, le joueur ou la joueuse incarne des androïdes de combat qui ont pour objectif de récupérer la Terre des mains de leur ennemi, des machines conçues par des Aliens, afin de permettre aux humains restants, réfugiés sur la lune, de retourner vivre sur Terre.
Le film est également une référence pour les décors de jeux vidéo d'aventure en raison de son style visuel : obscurité, éclairage au néon et opacité permettent un rendu assez facile,. Il influence ainsi à divers degrés les jeux vidéo Snatcher (1988), Flashback (1992), Syndicate (1993), Final Fantasy VII (1997), Perfect Dark (2000), Deus Ex (2000), Mass Effect (2007) et Cyberpunk 2077. Le film fait également partie des influences majeures des jeux de rôle Cyberpunk et Shadowrun.

#### Mode
Dans la mode, ce film, puis sa suite plus tard, restent une source d'inspiration pour plusieurs stylistes tels Hedi Slimane, ou encore Alexander McQueen, qui adorait ce film, en 1998 pour Givenchy. Le trench d'Harrison Ford ou le long manteau fourré de l'agent K sont repris, copiés ou détournés au cours des années. De même, les tenues créées par Michael Kaplan et Charles Knode de Pris et Rachael deviennent des références puis servent de modèle à quelques créations dans l'esprit du Power dressing en vogue au moment de la sortie du film. L'univers esthétique du film, fait de « brassage des époques » s'adapte parfaitement à la mode contemporaine, mélangeant les styles souvent sombres pour obtenir un look futuriste éloigné des visions de Courrèges ou Cardin.

#### Bande dessinée
La compagnie Marvel récupère les droits de publication et lance, fin 1982, A Marvel Comics Super Special: Blade Runner. Ce comic, scénarisé par Archie Goodwin et adapté du film, explore plus avant l'ambiance et l'univers conçus par Ridley Scott, puis raconte la suite des aventures de Deckard. En 2009, Boom! Studios publie une série de 24 numéros adaptée du roman Les androïdes rêvent-ils de moutons électriques ? et, en 2010, une nouvelle série de quatre numéros, Dust to Dust. Le film est par ailleurs l'objet de parodies, notamment la bande dessinée Blade Bummer dans le magazine Crazy.

#### Série télévisée
La série télévisée Total Recall 2070 est librement inspirée à la fois de Total Recall et de Blade Runner, deux films adaptés de romans de Philip K. Dick. Les créateurs de la série Battlestar Galactica admettent volontiers que Blade Runner a été pour eux une influence majeure, notamment pour les points communs entre les réplicants et les Cylons. La série d'animation Bubblegum Crisis est aussi inspirée par le film. En 2009, la série Red Dwarf s'inspire du film pour la sortie de la neuvième saison (Back to Earth), le film est même cité dans les épisodes. En 2012, le film inspire le court métrage True Skin, qui possède un univers citadin proche du Los Angeles de Blade Runner et du Tokyo d’Enter the Void. En 2012 l'artiste Anders Ramsell a pour projet de recréer le film de Ridley Scott sous forme de dessin animé, grâce à des peintures à l'aquarelle. Il lui a fallu plus de 3 500 peintures pour reproduire les douze premières minutes,.
Une série animée intitulée Blade Runner: Black Lotus est sortie le 13 novembre 2021 sur les plateformes de streaming Adult Swim et Crunchyroll. L'intrigue se passe en 2032 entre le scénario de Blade Runner et Blade Runner 2049.

#### Autre
En 2012, une machine pour étudier la machine d'Anticythère aux rayons X est baptisée Blade Runner.
La scénographie du spectacle Live 2019 de Mylène Farmer est en partie inspirée par les décors du film.
En 1986, le mangaka Hirohiko Araki s'inspire du méchant de Blade Runner, Roy Batty, notamment de sa personnalité et de son charisme pour concevoir son méchant principal en la personne de Dio Brando pour le manga culte JoJo's Bizarre Adventure.

### La «malédiction» deBlade Runner

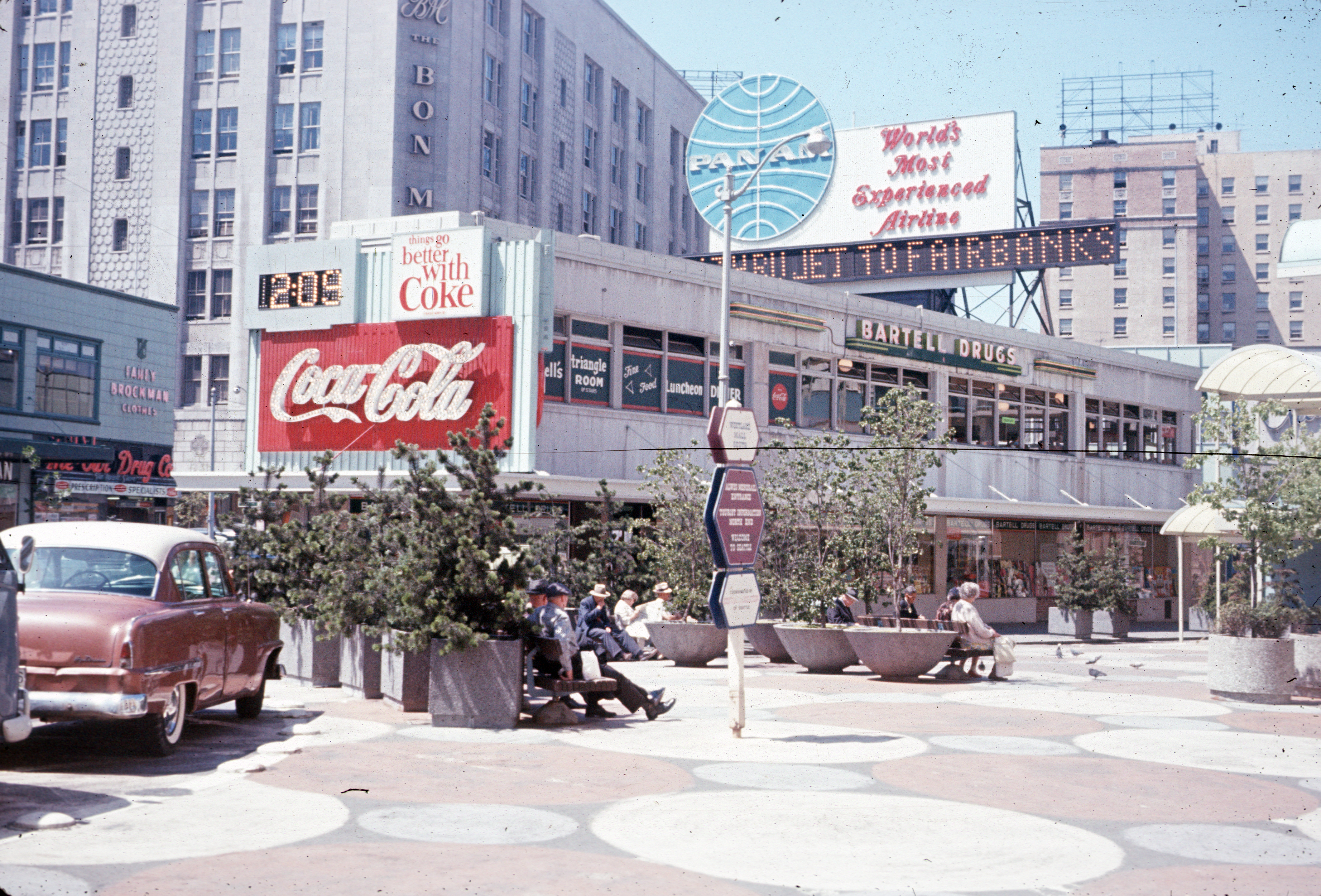
Plusieurs marques apparaissant dans le film, comme Coca-Cola ou Pan Am (ici implantées à Seattle en 1965), ont connu de grosses difficultés économiques.

Parmi le folklore qui s'est développé autour du film au cours des années, il y a une croyance selon laquelle le film agirait comme une « malédiction » pour les entreprises dont les logos sont affichés bien en vue dans certaines scènes. Alors qu'ils sont les leaders du marché à l'époque, plus de la moitié essuient des revers désastreux au cours de la décennie qui suit la sortie du film. Atari domine le marché du jeu vidéo lorsque le film sort puis perd de l'argent dans les années 1990. Cuisinart et Pan Am font faillite respectivement en 1989 et 1991. Le monopole de Bell System est rompu l'année de la sortie de Blade Runner. La Coca-Cola Company subit des pertes lors de son introduction ratée d'une nouvelle boisson en 1985 (toutefois, elle retrouve sa part du marché peu après).

### Suite
Ridley Scott annonce en 2011 qu'il va donner une suite à Blade Runner. Le 18 mai 2012, il signale que ce ne sera pas une préquelle, mais bien une suite temporelle logique. Le tournage de celle-ci est d'abord annoncé pour 2013. Harrison Ford accepterait de reprendre son rôle,, mais cette information est sujette à caution, puisque démentie ou confirmée selon les sources. En juin 2013 est annoncé l'engagement de Michael Green, scénariste de Green Lantern (2011), pour travailler sur ce projet. Michael Green et Hampton Fancher ayant terminé l'écriture du scénario, le tournage de cette suite démarre en juillet 2016. Harrison Ford reprend son rôle, alors que Ridley Scott s'occupe de la production et que le Canadien Denis Villeneuve est chargé de la réalisation. Concernant la distribution, Ryan Gosling, Ana de Armas, Robin Wright et David Bautista sont également associés au projet. La date de sortie de cette suite, Blade Runner 2049, est annoncée pour le 6 octobre 2017. Le film est globalement bien accueilli par la critique mais est une déception au box-office.
S'il est certain que Prometheus se situe chronologiquement avant la série Alien, il est également possible que ce soit une « suite cachée » de Blade Runner. En effet, certaines allusions laissent entendre qu'Eldon Tyrell, le grand patron de la société qui conçoit les réplicants, adhère à une philosophie très semblable à celle de Peter Weyland, le mécène de l'expédition au cœur de l'intrigue de Prometheus. On peut donc penser que Prometheus, censé se dérouler dans les années 2090, est un prolongement temporel de l'histoire de Blade Runner, située en 2019, d'autant plus que les ambiances sont similaires.